# مسار مهني

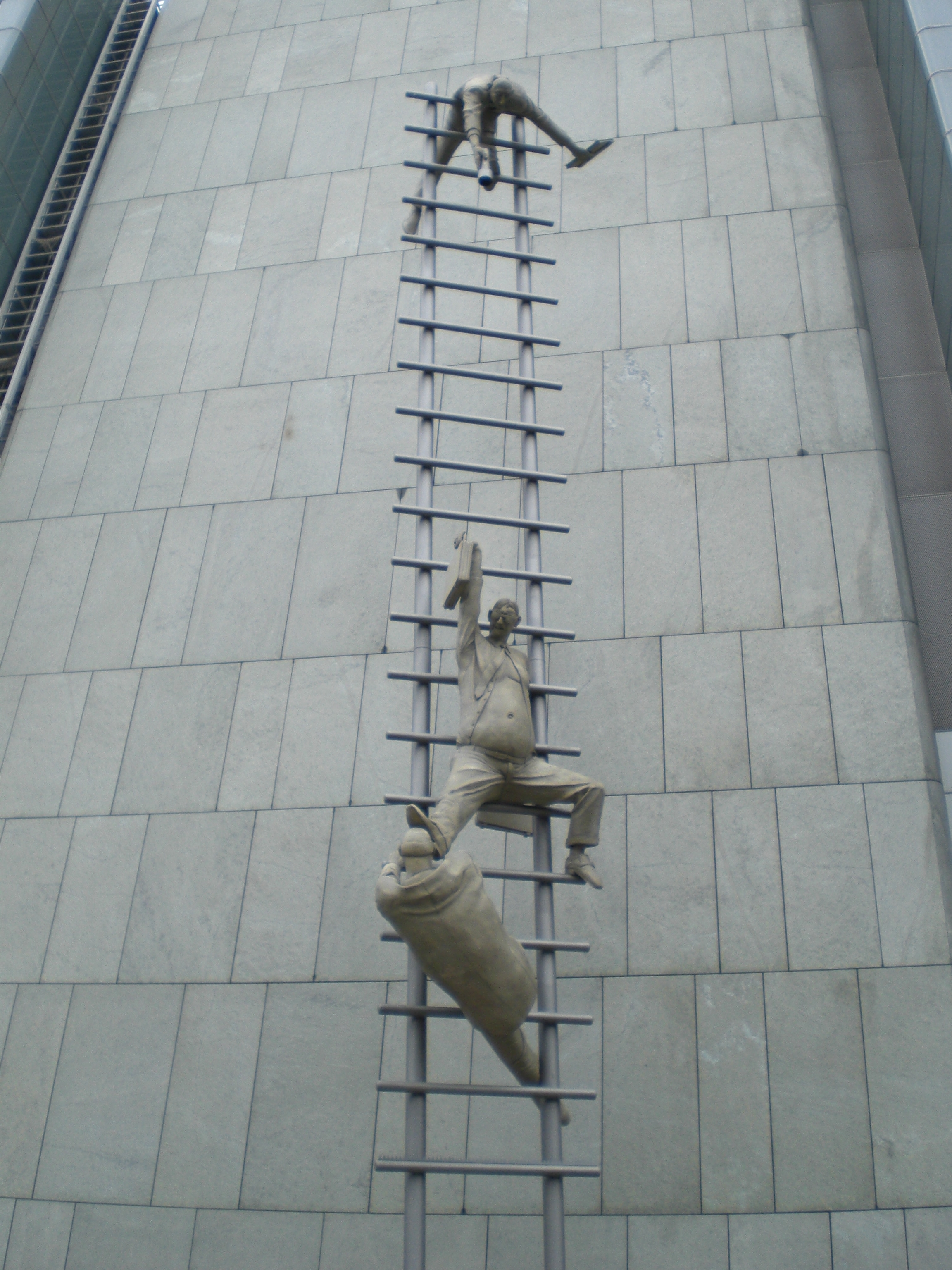

المسارات المهنية (بالإنجليزية: Career)‏. يستخدم كثير من الناس مصطلح المسارات المهنية ليعني ما يزاوله المرء من وظيفة، أو مهنة، أو حرفة. ولكن المسار المهني يتضمن، على أية حال، أبعادًا تفوق بكثير ما تتضمنه الوظيفة أو المهنة أو الحرفة. فالمسار المهني هو نمط العمل والنشاطات المرتبطة به، الذي يتطور طوال فترة حياة الإنسان. فهو يشمل الوظيفة أو سلسلة الوظائف التي تولاها الشخص إلى أن حان موعد تقاعده. فهناك العديد من أنواع المسارات المهنية، بقدر ما هناك من ناس، وهي تتفاوت كثيرًا فيما يتعلق بنوع العمل المتضمن، والكيفية التي تؤثر بها على حياة الشخص المعني.
يزاول كل راشد تقريبًا مهنة من نوع ما. ويبني معظم الناس مساراتهم المهنية بغرض تحقيق أهداف بعينها. وقد تشمل هذه الأهداف كسب الرزق أو مساعدة الآخرين. وتتمحور أشهر أنماط المسارات المهنية المعروفة حول مبدأ العمل في مقابل الأجر. ويتولى معظم العاملين الوظيفة بهدف إعالة أنفسهم وإعالة أسرهم. ولكن هناك من الناس من يبني مساره المهني حول أنشطة لا يتلقى عنها أي مقابل مادي. على سبيل المثال، هناك من يعملون على توفير حياة منزلية مريحة لأسرهم، بينما يقضي آخرون معظم أوقاتهم في خدمة المشاريع الخيرية.
سيؤثر نوع المسار المهني الذي تختاره على حياتك بطرق عديدة. فعلى سبيل المثال، قد يحدد أين تعيش، والأصدقاء الذين ستتعامل معهم، كما قد يؤثر على مستوى التعليم الذي ستتلقاه، ويحدد المبالغ المالية التي تكسبها. وقد يؤثر مسارك المهني أيضًا على شعورك نحو نفسك، وطريقة تصرف الآخرين تجاهك. وبإمكانك مساعدة نفسك على بناء الحياة التي ترغب فيها عن طريق اتخاذ قرارات حكيمة بشأن اختيار مسارك المهني.
تشمل القرارات المهمة المتعلقة بالمسار المهني، اختيار مجال مهني معين، واتخاذ قرار بشأن الكيفية التي تريد أن يتطور بها المسار الذي اخترته. وتتضمن القرارات الأخرى، اختيار الفرص التعليمية والوظيفية التي سترقي بمهنتك. وستشكل معرفتك بقدراتك، واهتماماتك، وأهدافك، قاعدة تؤسس عليها قراراتك بشأن اختيار مسارك المهني. بالإضافة إلى ذلك، قد تساعدك المعرفة الواسعة بعالم العمل، على إيجاد فرص وظيفية تناسب قدراتك واهتماماتك وأهدافك.
تتناول هذه المقالة بصورة رئيسية المسارات المهنية المبنية على مبدأ العمل في مقابل الأجر. وتوفر هذه المقالة معلومات قد تساعدك في اختيار مسار مهني والتخطيط له. كما تصف المهارات التي قد تصبح مفيدة في الحصول على وظيفة، بالإضافة إلى ذلك، تناقش المقالة المجالات المهنية الرئيسية، والعديد من المهن المتوفرة في كل مجال. وللحصول على معلومات مفصلة بشأن أحد المجالات المهنية الفردية، انظر المقالات المدرجة في مقالات ذات صلة في نهاية هذه المقالة.

## اختيار المسار المهني والتخطيط له
لاتخاذ قرارات حكيمة ووضع خطط مناسبة بشأن المسار المهني، ستحتاج إلى الحصول على أكبر قدر ممكن من المعلومات. فكلما زادت معرفتك بنفسك وبالفرص المهنية المتاحة، كلما أصبحت قادرًا بصورة أفضل على اختيار مسار مهني مرض.

### معرفة الذات
يختلف الناس حول الأشياء التي يريدون تحقيقها من اختيارهم لمهنة ما. فكثير من الناس يرغب في تحقيق دخل أعلى، وبعضهم يرغب في الحصول على الشهرة، وتستهوي آخرين المغامرة، بينما يطمح آخرون إلى خدمة الناس وجعل العالم مكانًا أفضل للعيش فيه.
قبل أن تبدأ في استكشاف المجالات المهنية المتاحة، ينبغي عليكم أن تحدد 1- قيمك، 2- اهتماماتك، 3- استعداداتك الفطرية. فمعظم الناس يكونون أسعد حالاً في الوظائف التي تلائم قيمهم واهتماماتهم واستعداداتهم الفطرية.
القيم معتقدات راسخة تؤثر على الطريقة التي يفكر بها الناس ويعملون ويشعرون. فهي تعكس ما يعتبره الناس مهمًا، وتؤثر بصورة كبيرة على الأهداف التي يضعها الناس لأنفسهم. ويؤمن كل شخص بالعديد من القيم التي تتفاوت في قوتها. فعلى سبيل المثال، يشكل المال، القيمة الأكثر أهمية لبعض الناس ـ أي أن الثروة لديهم أهم من أي شيء آخر. ونتيجة لذلك، فإنهم يركزون جل تفكيرهم وسلوكهم وعواطفهم على هدف الحصول على دخل مرتفع. وتشتمل القيم الخاصة بآخرين، على الإيمان العميق بالدين، والمخاطرة، وقضاء الوقت مع الأسرة، ومساعدة الآخرين. يجب على الناس فهم القيم التي يؤمنون بها، قبل الإقدام على اتخاذ قرار بشأن اختيار مهنة ما.
يمكنك أن تطور فهمك لقيمك بأن تسأل نفسك ما هو الشيء الأهم بالنسبة لك؟ وكذلك عن طريق اختبار معتقداتك. على سبيل المثال، هل من المهم لك أن تعمل كعضو ضمن فريق؟ أو هل تفضل أن تكون أنت المسؤول أو تود العمل بمفردك؟ إذا كان العمل بمفردك، أو تولي المسؤولية يشكلان أي أهمية لك، فإن الاستقلال سيكون على الأرجح أحد قيمك الرئيسية.
ويمكنك أيضًا التعرف على القيم التي تؤمن بها بمساعدة الخبراء المعروفين باسم مستشاري المهن والتوجيه. وسيكون بمقدور المستشار، عن طريق اخضاعك لاختبارات وأسئلة، توجيههك نحو تطوير قائمة مفصلة بمعتقداتك. وبعدها سيكون بإمكان المستشار مساعدتك على تحديد المهن التي تناسب قيمك على أفضل وجه.
الاهتمامات. لها علاقة بالقيم، وتُعّرف في العادة، على أنها الأشياء المحبوبة أو المفضلة بالنسبة للشخص. فالمواد التي تحبها في المدرسة والنشاطات الترفيهية التي تفضلها تدلان على اهتماماتك. على سبيل المثال، سيهتم الشخص الذي يفضل العمل مع الآخرين أكثر من العمل بمفرده، على الأرجح، بالمناشط الرياضية الجماعية أو الأنشطة الجماعية العديدة الأخرى. كما أن العديد من الناس لديهم اهتمامات بالأنشطة الفنية والميكانيكية والخلوية والعلمية. بينما يهتم آخرون بمساعدة الناس وحل المشاكل.
ترتكز الاختيارات المهنية لكثير من الناس، على اهتماماتهم. فبالنسبة للعديد من لعمال، يعتمد أداء العمل والرضا الناتج عنه، على مدى ارتباط عملهم باهتماماتهم. بالتالي، سيكون مفيدًا التعرف على أقوى اهتماماتك وأكثرها ديمومة، قبل أن تختار مجالاً مهنيًا معينًا. ولاكتشاف اهتماماتك الفعلية، قم بمراجعة أنواع الأنشطة التي استمتعت بها. قد تشمل هذه الأنشطة العمل في النادي، والهوايات وممارسة الرياضة. ستمثل الأنشطة التي استمتعت بها أكثر من غيرها، أقوى اهتماماتك. كما سيكون بإمكان المستشارين أيضًا مساعدتك على تحديد اهتماماتك.
الاستعدادات الفطرية. تتمثل في المواهب الفطرية للشخص. فالاستعدادات الفطرية تحدد مدى سهولة اكتساب الشخص لمهارات معينة، أو تدريبه على أداء مهنة محددة. ويعرف الاستعداد الفطري في بعض الأحيان باسم القدرة، ولكن مصطلح القدرة يمكن أن يشير أيضًا إلى مهارة - مثل قراءة أو تحدث لغة أجنبية - يكون الشخص قد تعلمها.
إن أحد أهم الاستعدادات الفطرية هو الاستعداد الدراسي. فالناس الذين يتمتعون باستعداد دراسي مرتفع، يميلون إلى النجاح بسهولة في المدرسة، أكثر من أولئك الذين لا يملكون مثل هذا الاستعداد. ويؤدي الاستعداد الدراسي دورًا مهمًا في تحديد المسار المهني للشخص.
هناك العديد من الاستعدادات الفطرية الخاصة، بجانب الاستعداد الدراسي، لها علاقة بتحقيق النجاح في مختلف الوظائف. على سبيل المثال، بإمكان الأشخاص الذين لديهم الاستعداد للتميز بالسرعة والدقة في الأعمال الكتابية، تنمية المهارة اللازمة لتسجيل وتنظيم المعلومات. كما أن التمتع بالاستعداد للاستنتاج الميكانيكي، قد يعينك على اكتساب المفاهيم الميكانيكية المتعلقة بإصلاح وتجميع الآلات. ويستطيع الأشخاص الذين لديهم استعداد للبراعة اليدوية، تعلم كيفية استخدام أياديهم بمهارة وسرعة لإنجاز المهام اليدوية. بينما يساعد الاستعداد لتصور العلاقات المكانية، على تخيل الأشياء في بعدين وثلاثة أبعاد. وبإمكان الناس الذين لديهم استعداد للاستنتاج العددي، أن يصبحوا ماهرين في استخدام الأعداد في حل المسائل الرياضية. ويعتمد التفكير والاستنتاج باستخدام الكلمات، على الاستعداد للاستنتاج اللفظي. كما أن الاستعداد للاستنتاج التجريدي، قد يساعدك على الاستنتاج باستخدام رموز أخرى بخلاف الكلمات والأعداد.
يجب عليك قبل أن تختار مهنة ما، أن تحدد ما إذا كانت تلك المهنة تتطلب أي استعدادات فطرية خاصة. فلكي تنجح في الهندسة، مثلاً، يجب أن تتوفر لديك الاستعدادات للاستنتاج اللفظي، والاستنتاج العددي، ولتصور العلاقات المكانية.
تشكل مستويات الأداء في اختبارات الاستعدادات الفطرية، والمواد المدرسية المختلفة، مؤشرات جيدة على توفر الاستعداد الفطري. كما أن النجاح الذي تحققه في المناشط الترفيهية، مثل ممارسة ألعاب الكومبيوتر أو بناء نماذج الطائرات، قد يكون مؤشرًا أيضًا على الاستعداد الفطري.
ولكن على كل حال، هناك عاملان مهمان يتعلقان بالاستعدادات الفطرية، ينبغي تذكرهما. أولاً، قد لايدرك الناس أن لديهم استعدادات معينة، ما لم تتح لهم الفرصة لتنميتها. فعلى سبيل المثال، اعتقد الناس فيما مضى، أن لدى النساء استعداد فطري أقل لتعلم الرياضيات مما هو عليه الحال بالنسبة للرجال. ونتيجة لذلك، لم تشجع النساء على دراسة مقررات الرياضيات. ولكن على كل حال، يدرك الناس الآن أن بإمكان النساء تعلم الرياضيات بنفس الكفاءة التي يتعلمها بها الرجال. ثانيًا، إذا كان لديك استعداد فطري منخفض نسبيًا في مجال معين، سيكون بإمكانك، على الرغم من ذلك، تنمية المهارات والقدرات اللازمة لأداء عملك بنجاح في ذلك المجال. فعلى سبيل المثال، سيكون بمقدور الناس الذين لديهم استعداد ميكانيكي منخفض، تعلم كيفية أداء المهام الميكانيكية بمهارة. ولكنهم قد يجدون صعوبة أكبر في تعلم المهارات والمفاهيم الميكانيكية، مما كانوا سيجدونه لو توفر لديهم الاستعداد الميكانيكي.
المميزات الشخصية الأخرى، مثل التحلي بروح الود والمرح، والموثوقية، والأمانة، ستسهم في تحقيق النجاح في المهنة التي تختارها. وقد تصبح عناصر ضرورية بالنسبة للمهن في مجال المبيعات، والبنوك والإدارة وغيرها من المجالات. وهذه الأنواع من المميزات يصعب قياسها. ولكن النظر بجدية إلى سلوكك الماضي قد يساعدك في اكتشاف ما إذا كنت تملك مثل هذه المميزات.

### اكتشاف عالم العمل
يتميز عالم العمل بالاتساع والتغير المستمر. فهناك حوالي 12,000 نوعًا من المهن يمكن أن يمتهنها مواطنو دولة ما. ويؤدي التقدم العلمي والتطورات الأخرى إلى إلغاء بعض الوظائف واستحداث وظائف أخرى على نحو مستمر. ولالقاء نظرة عامة على أكثر المهن شيوعًا والتدريب الذي تتطلبه، انظر القسم المعنون عالم العمل الذي سيرد لاحقًا في هذه المقالة.
ويبدأ أغلب الناس في اكتشاف عالم العمل وهم في مرحلة الطفولة المبكرة. ويتناول الجزء التالي الطريقة التي يتعرف بها الأطفال على المدي الواسع من المهن المحتملة وكيفية مساعدتهم على ذلك.
يبدأ الأطفال في اكتشاف عالم العمل قبل دخولهم المرحلة الابتدائية. فهم سيدركون أن الناس في البيت والمجتمع يعملون في وظائف متعددة. ويبدأ معظم الأطفال أيضًا، خلال هذه السنوات، في تكوين أفكار عن الحياة وعن أنفسهم بوصفهم أفرادًا. وقد تؤثر هذه الأفكار على نجاحهم الدراسي واختياراتهم المهنية اللاحقة. كما أن تبني نظرة واقعية عن أنفسهم وعن عالم العمل، قد تساعد في إعداد الأطفال مستقبلاً لاختيار مسارات مهنية ناجحة.
وبإمكان البالغين مساعدة الأطفال على اكتشاف عالم العمل بطرق عديدة. على سبيل المثال، سيكون بإمكان الآباء والمعلمين تشجيع الأطفال على ملاحظة الوظائف المختلفة في المجتمع والتحدث عنها. وقد يمارس الأطفال ألعابًا مثل «ما هو مجال نشاطي؟» أو «دعنا نمثل» مستخدمين المهن التي شاهدوها. كما يمكنهم أيضًا قراءة ومناقشة القصص التي تتناول أنماطًا مختلفة من العمال.
ويمكن للمعلمين تكليف الطلاب باختيار مهنة ما وإعداد تقرير عنها. كما يمكن للمعلمين أيضًا تكليف الطلاب بمشاريع أخرى. على سبيل المثال، يمكن للطلاب إخراج مسرحية هزلية قصيرة عن مختلف أنواع العمل. ويمكنهم أيضًا إجراء مقابلات مع العمال، ومناقشة هذه المقابلات لاحقًا في الصف. ويمكن أيضًا للأطفال الأكبر سنًا، إنتاج فيلم يعملون فيه بوصفهم كُتّابًا ومخرجين وعاملين في المهن السينمائية الأخرى. وسوف يساعد مثل هذا النشاط الطلبة على معرفة كيف تعتمد الوظائف المختلفة بعضها على بعض.
يستطيع الأطفال التعرف على المميزات الخاصة بهم عن طريق إعداد قوائم تتضمن قدراتهم واهتماماتهم. ويمكن مقارنة هذه القوائم لاحقًا مع المميزات المهمة بالنسبة لبعض المهن المعينة. وبهذه الطريقة، قد يبدأ الأطفال في اكتشاف المهن التي قد تناسبهم.
ما الذي ينبغي البحث عنه في المجالات المهنية. إن الدراسة المتأنية للمهن المختلفة ستمكنك من العثور على عناصر المهنة التي تلائم قيمك واهتماماتك على أفضل وجه. ولكن سيكون من الصعب عليك دراسة كل أنواع الفرص المهنية المتاحة. لذا يمكنك تقليل عدد المهن التي تخضعها للفحص عن طريق تحديد واستكشاف المهن التي تهمك بصورة أكبر فقط. ويبدأ العديد من الطلاب في استكشاف المجالات المهنية المختلفة وهم في المرحلة المتوسطة، مما يساعدهم في المرحلة الثانوية على اختيار المقررات التي لها علاقة باهتماماتهم المهنية.
يعتمد الرضا عن الوظيفة، بالنسبة لمعظم العاملين، على مدى تطابق المميزات المتعددة للوظيفة مع مميزاتهم الشخصية. بالتالي ينبغي عليك عند استكشافك لمهنة ما، أن تأخذ بعين الاعتبار المميزات الوظيفية التالية:
طبيعة العمل. تتضمن بعض الوظائف العمل بصورة رئيسية مع الأشياء، بينما تتطلب أخرى التعامل مع البيانات، والناس والأفكار. وتضم معظم الوظائف مجموعة مختلفة من الأنشطة. يجب أن تبحث عن المهنة التي تشتمل على الأنشطة التي يمكنك الاستمتاع بها وتأديتها على أفضل وجه.
ظروف العمل. تعني البيئة التي يتم فيها أداء وظيفة معينة. وبيئة العمل قد تكون داخلية بين جدران المبنى أو خارجية في الهواء الطلق، وقد تتسم بالحرارة الشديدة أو البرودة. وتتضمن بعض الوظائف مستويات مرتفعة من الغبار أو الضجيج، والمخاطر الجسدية، أو الإجهاد الفكري. وتشمل الظروف الأخرى التي ينبغي أخذها بعين الاعتبار، ساعات العمل المقررة، وما إذا كان الموظفون يعملون بمفردهم أو في مجموعات.
القدرات الخاصة المطلوبة. تتطلب بعض الوظائف مستوى أعلى من الذكاء، أو الاستعداد الميكانيكي، أو الموهبة الفنية، أو بعض القدرات الأخرى، مما قد لا يتوفر لدى معظم الناس. وبالتالي، ينبغي عليك أن تكون مدركًا لأي متطلبات خاصة فيما يتعلق بالوظائف التي تفكر فيها.
المتطلبات الجسدية. تفرض بعض المهن متطلبات جسدية خاصة على العاملين. فعلى سبيل المثال، تحتاج المهن التي تتضمن حمل أو رفع أو سحب أو دفع الأشياء، إلى القوة. كما قد تتطلب بعض المهن الأخرى، أن يكون العامل حاد البصر أو يستطيع الوقوف لفترات طويلة. عند التفكير في اختيار وظيفة، تأكد من قدرتك على الوفاء بأية متطلبات جسدية قد يفرضها العمل عليك.
الإعداد المطلوب. تختلف درجة الإعداد المطلوبة لتولي مهنة ما، من وظيفة لأخرى. وقد تتراوح بين ساعات قليلة من التدريب على رأس العمل، إلى الدراسة لأكثر من عشر سنوات بعد المرحلة الثانوية. بالإضافة إلى ذلك، ينبغي على العاملين في بعض المهن، الاستمرار في الدراسة للحفاظ على وظائفهم أو التقدم فيها. وتتطلب بعض المهن، سنوات عديدة من الخبرة والإعداد في وظائف أقل درجة من الوظيفة المعنية. وبالتالي، يجب عليك أن تفكر في الوقت والمال اللذين قد تحتاج إلى استثمارهما في المهن التي تثير اهتمامك.
فرص التوظيف. قبل أن تختار مجالاً مهنيًا معينًا، يجب أن تضع في اعتبارك، احتمالات حصولك على وظيفة في ذلك المجال. يعين معظم العاملين ليحلوا محل المستخدمين الذين تركوا وظائفهم. ويصدق هذا الوضع بصورة خاصة بالنسبة للمهن والصناعات التي تتمتع بمستوى توظيف ثابت أو متناقص. أما بالنسبة للمهن والصناعات النامية، فستكون هناك حاجة إلى مزيد من العاملين. وبالإضافة إلى ذلك، يتأثر التوظيف في المهن المختلفة بعوامل معينة مثل إدخال منتجات جديدة أو تقنيات متقدمة. كما تتأثر الفرص الوظيفية أيضًا بالإنفاق الحكومي والظروف الاقتصادية.
المكتسبات المالية المحتملة. عند استكشافك لاحتمالات التوظيف في مهنة ما، ستكون معنيًا بمعرفة مقدار المال الذي تتوقع اكتسابه. وتوفر المطبوعات الحكومية والمهنية والتجارية معلومات حول المكتسبات المالية المحتملة لمختلف المهن. ولكن سلالم الرواتب تتفاوت تبعًا لاختلاف المكان والمخدمين. كما تؤثر أيضًا الاتفاقيات مع الموظفين (النقابات) ومقدار الخبرة والتأهيل الدراسي المطلوب، على الرواتب والأجور. ويوفر العديد من المخدمين تغطية تأمينية، وإجازات مدفوعة الأجر، وعددًا من الميزات الإضافية الأخرى، التي يجب أن تضعها في اعتبارك، بالإضافة إلى المكتسبات المالية المحتملة.
الأمن الوظيفي. يشكل الأمن الوظيفي عاملاً مهمًا للعديد من الناس عند اختيارهم للوظيفة. وبالتالي، قد تكون راغبًا في معرفة ما إذا كانت الوظائف التي تثير انتباهك، توفر قدرًا من الأمن الوظيفي النسبي. ففي بعض الصناعات، قد تدفع التخفيضات في الإنتاج أو الإنفاق وظروف أخرى عديدة، المخدمين إلى تسريح العمال مؤقتًا أو فصلهم بصورة دائمة. وبالنسبة للعديد من المهن، تتم حماية العاملين من فقدان وظائفهم، بوساطة عقود نقابية أو عقود خطية أخرى مبرمة بين العاملين والمخدمين. ولا يمكن فصل العاملين الخاضعين لمثل هذه العقود إلا في بعض الحالات الخاصة. ولكن العديد من المهن لا يتوفر فيها ضمان خطي يكفل الأمن الوظيفي.
فرص الترقي. عند استكشافك للمهن المختلفة، يجب أن تفحص الأنماط المحتملة للترقي المعروفة باسم السلالم المهنية أو المسالك المهنية. يترقى العاملون، في بعض المهن، إلى وظائف أعلى، اعتمادًا على قدرتهم وخبرتهم. بينما يعين بعض المخدمين أشخاصًا من خارج المؤسسة لشغل الوظائف العليا الشاغرة. وفي مثل هذه الحالات، سيكون بإمكان العامل الترقي فقط، عن طريق تغيير المخدم الذي يعمل لديه. وتوفر بعض المهن مجالاً محدودًا للترقي. وعلى العاملين في مثل هذه المجالات، إذا رغبوا في الترقي في مهنهم، الحصول على تعليم أو تدريب إضافيين أو تغيير وظائفهم.
المكانة الاجتماعية هي الوضع أو المرتبة التي يحتلها الشخص في المجتمع. يعتقد كثير من الناس أن بعض الوظائف تتمتع بمكانة اجتماعية أعلى من غيرها. ويسعى بعض الناس الذين يقدرون المكانة الاجتماعية إلى الحصول عليها عن طريق اختيار المهن التي تحظى بقدر عال من الاحترام. وعليه، يجب أن تقرر لنفسك بشأن مدى أهمية المكانة الاجتماعية في اتخاذ القرار المتعلق باختيار مهنتك.
مصادر المعلومات. توفر العديد من المصادر المعلومات التي يمكن أن تساعدك على استكشاف مجال مهني ما. وتوفر الوكالات الحكومية، والصناعات، والمنظمات المهنية والعديد من المخدمين، مطبوعات تتضمن وصفًا وظيفيًا لمختلف المهن. فعلى سبيل المثال، تقدم مصلحة العمل في الولايات المتحدة الأمريكية، وصفًا وظيفيًا لحوالي 12,000 وظيفة في القاموس الذي تصدره تحت عنوان قاموس المسميات الوظيفية. ويصدر مكتب إحصاءات العمال، كل سنتين، كتيبًا تحت مسمى دليل التوقعات الوظيفية، يناقش متطلبات الوظائف، ويحدد المكتسبات المالية المتوقعة، وينشر توقعاته بالفرص الوظيفية التي قد تتاح في عدد من المهن المنتقاة. وقد تم إدراج المطبوعات الأخرى المفيدة تحت قسم المصادر الإضافية، الوارد عند نهاية هذه المقالة.
وتقدم العديد من المدارس مقررات مهنية، ومنتديات، ورحلات ميدانية لمساعدة الطلاب في التعرف على الفرص الوظيفية. وتوفر بعض المدارس أجهزة كومبيوتر تجيب عن أسئلة الطلاب المتعلقة بالمهن.
وتتوفر المعلومات المتعلقة بالمهن أيضًا لدى مستشاري المهن والتوجيه. وفي الغرب، يعمل هؤلاء الخبراء في المدارس الثانوية، والوكالات الاجتماعية، ومكاتب التوظيف ومراكز تطوير وتحديد المهن بالكليات. وبإمكان المستشار مساعدتك على تحديد أهدافك المهنية الآنية والمستقبلية والمميزات التي ينبغي أن تقدمها للمخدم. كما سيكون بإمكان المستشار أيضًا أن يقدم لك المشورة حول كيفية الإعداد للوظيفة والحصول عليها، في المجال الذي اخترته.
كما يمكنك أيضًا معرفة الخصائص المتعلقة بالوظائف المختلفة عن طريق إجراء مقابلات مع العاملين في هذه الوظائف. بالإضافة إلى ذلك، يمكنك الحصول على معلومات مباشرة عن المهن المختلفة عن طريق العمل التطوعي أو العمل بدوام جزئي في تلك الوظائف. مثلاً، يمكن للشخص الذي يفكر في العمل في مهنة طبية، التطوع للعمل كمساعد طبي في أحد المستشفيات.
الإعداد للمهنة. يتضمن الإعداد للمهنة، تعلم العديد من المهارات. ويتم تعلم بعض المهارات، مثل القدرة على تقبل الإشراف ومعرفة كيفية التعايش مع الآخرين، عن طريق التعامل اليومي في المدرسة والمجتمع. بينما تحتاج أخرى إلى تدريب متخصص.
تشكل المقررات الدراسية الثانوية والخبرات، أهم التجهيزات المطلوبة للعديد من المهن. ويكتسب الطلاب، في المرحلة الثانوية، المهارات اللفظية والعددية الأساسية، ويدرسون العادات والقدرات العملية الأخرى. وتوفر هذه المهارات الأساس لأي تعليم مستقبلي.
يبدأ معظم الناس التجهيز للمهن التخصصية وهم في المرحلة الثانوية. وتساعد المقررات التجارية والمهنية في إعداد طلاب المرحلة الثانوية لتولي الوظائف بعد تخرجهم مباشرة. وتدرس هذه المقررات المهارات المستخدمة في مجالات مثل التجارة، وأعمال البناء، والصناعة. كما تقدم معظم المدارس الثانوية مقررات تحضيرية للطلاب الذين ينوون الالتحاق بالكلية. بالإضافة إلى ذلك، تقدم العديد من المدارس الثانوية برامج التعليم التعاوني. وفي ظل هذه البرامج، يواصل للطلاب دراستهم الصفية إلى جانب عملهم في وظيفة بدوام جزئي، أو مشاركتهم في بعض المناشط الاجتماعية. تحتاج بعض المهن فقط إلى المؤهل الدراسي الثانوي، ولكن معظم الوظائف تحتاج إلى تدريب إضافي. فالطلاب الذين لم يكملوا دراستهم الثانوية، أو كان أداؤهم فيها ضعيفًا، سيجدون صعوبة في إكمال التدريب والتعليم المطلوبين للحصول على مثل هذه الوظائف.
ويصف هذا القسم بإيجاز الأنواع الرئيسية لبرامج الإعداد المهني. وللحصول على مزيد من المعلومات حول بعض البرامج المحددة، انظر: مقالات ذات صلة الواردة في نهاية هذه المقالة.
التدريب على رأس العمل يعني تدريب العامل علي المهارات اللازمة للوظيفة بعد تعيينه. وفي معظم الحالات، يقوم عامل متمرس بتدريب العامل المبتدئ والإشراف عليه. وقد يستمر التدريب لساعات قليلة أو شهور عديدة.
التلمذة الصناعية تجمع بين الدراسة الصفية والتدريب على رأس العمل. وتحتاج إلى سنتين أو أكثر من الخبرة والتدريس. ترتكز كل فترة تلمذة صناعية على اتفاقية خطية بين المخدم والمتدرب. ويدرب العمال، خلال معظم فترات التلمذة الصناعية، على المهن التي تتطلب المهارة في مجال البناء، والصناعة، والنقل، والصناعات الخدمية.
المدارس المهنية تقدم دورات دراسية في مسك الدفاتر، وأعمال السكرتارية، وإصلاح التلفازات، والعديد من المهارات الأخرى. وتتخصص بعض المدارس المهنية في تدريب العاملين في مجال التجميل، ومهندسي الطائرات، والميكانيكيين، وسائقي الشاحنات. وتتراوح مدة الدورات الدراسية بين عدة شهور إلى سنتين. وتعد معظم المدارس المهنية الطلاب بالوفاء بأية متطلبات ترخيص لازمة للعمل في مجال الحرفة أو المهنة المعنية. وتمنح العديد من المدارس شهادات للمتخرجين.
وهناك نوعان رئيسيان من المدارس المهنية، عامة وخاصة. ويتم الصرف على المدارس المهنية العامة بوساطة الدولة. بينما يملك المدارس الخاصة أفراد أو مؤسسات تجارية وتعمل بهدف تحقيق الربح.
مدارس القوات المسلحة توفر فرص دراسية مهنية للعاملين في السلك العسكري. وتتراوح هذه الفرص من التدريب على رأس العمل والدورات الدراسية القصيرة، إلى الدراسة على مستوى الكلية والجامعة. ويصمم التدريب في معظم الحالات ليناسب الوظائف في المجالات المهنية العسكرية. ولكن العديد من المهارات المستخدمة في المهن العسكرية يمكن تطبيقها على الوظائف المدنية.
الدراسة المنزلية ومدارس التعليم بالمراسلة تمكن الناس من تعلم بعض المهارات الوظيفية المعينة في المنزل. ترسل مدارس التعليم بالمراسلة، الأدلة الدراسية، والواجبات المدرسية، والاختبارات للطلاب بوساطة البريد. ويعيد الطلاب العمل بعد إنجازه للمدرسة لتقويمه. وتقدم بعض المدارس محاضرات عبر الإذاعة أو التلفاز العمومي. وبإمكان المقررات الدراسية المنزلية إعداد الطلاب لمستقبل مهني في مجال المؤسسات التجارية، والحرف التي تتطلب المهارة، ومجالات أخرى عديدة.
المعاهد الفنية توفر تدريبًا متقدمًا ومتخصصًا في مجالات مثل الزراعة، ومعالجة البيانات، والهندسة، وأعمال المختبرات. ويصبح العديد من خريجي هذه المعاهد فنيين - أي عمال يقومون بمساعدة المهندسين والعلماء والاختصاصيين الآخرين من ذوي التدريب الرفيع. تدرس معظم المعاهد الفنية مناهج مدتها سنتين أو ثلاث سنوات، ويرتبط العديد منها بمستشفى، أو جامعة أو مؤسسة تعليمية أخرى. وتقدم بعض المعاهد الفنية دورات دراسية قصيرة مماثلة لتلك التي تقدمها المدارس المهنية.
كليات المجتمع والكليات الصغرى توفر سنتين من التعليم في مستوى الدراسة بالكلية. وتعد بعض الطلبة للانتقال إلى كلية مدة الدراسة فيها أربع سنوات. وتدرب بعض الطلبة الآخرين للعمل فنيين، أو للعمل في مهن متخصصة مثل التمريض، وإدارة المكاتب، وأعمال الشرطة. وتمول الدولة معظم كليات المجتمع. بينما تكون معظم الكليات الصغرى ذات ملكية خاصة.
الكليات والجامعات توفر برامج دراسية مدتها أربع سنوات على الأقل، يحصل الطالب في نهايتها على درجة البكالوريوس. ويدرس الطلاب خلال العامين الأولين عددًا كبيرًا من المواد، بينما يدرس معظم الطلاب، خلال العامين الأخيرين، مقررات دراسية في المجال المهني الذي اختاروه. ويتعلم طلاب الكليات، المهارات اللازمة لنطاق واسع من المهن تشمل الهندسة المعمارية، والصحافة، والعلوم والتدريس.
مدارس المهن والدراسات العليا. تتطلب بعض المهن مثل طب الأسنان، والقانون، والطب تعليمًا فوق مرحلة الكلية، في إحدى مدارس المهن. بالإضافة إلى ذلك، يلتحق العديد من طلبة التجارة والتربية والتعليم، والعلوم وغيرها من المجالات، بمدارس الدراسات العليا للحصول على دراسة متقدمة في مجال تخصصهم. وتكون معظم مدارس المهن ومدارس الدراسات العليا، جزءًا من الجامعات الكبيرة.

## الحصول على الوظيفة
تبدأ عملية الحصول على وظيفة، بتحديد الوظائف التي ستساعد في تطوير خططك المهنية، ومن ثم التقديم لها. وتتضمن أيضًا إقناع المخدمين بأنك المتقدم الأفضل للوظائف الشاغرة الموجودة لديهم. ويمكن أن يكون لطريقة تقديمك للوظيفة وعرضك لمؤهلاتك، تأثير كبير على الانطباع الذي سيكونه المخدم عنك. بالتالي، ينبغي عليك معرفة كيفية الاتصال بالمخدمين، وكيفية تعبئة نماذج التقديم للوظائف، وكيفية ترك انطباع جيد خلال المقابلات الشخصية. وسيكون مهمًا أيضًا معرفة كيفية كتابة سيرة ذاتية جيدة، أي موجز لخبراتك ومؤهلاتك. كما يمكن أن تساعد كل هذه المهارات، في تحسين فرصك في الاستخدام. ولكن على كل حال، ينبغي عليك ألا تشعر بالإحباط إذا لم تحصل على الوظيفة الأولى التي تقدمت لشغلها. فمعظم المخدمين يفاضلون بين عدد كبير من المتقدمين لكل وظيفة شاغرة، كما يتقدم كثير من الناس، بالعديد من الطلبات قبل تعيينهم.

### اكتشاف الفرص الوظيفية
إن أحد أكثر الطرق شيوعًا للتعرف على الفرص الوظيفية، هي الطريقة السماعية. فقد شغلت العديد من الوظائف الشاغرة بوساطة أشخاص سمعوا عنها من الأصدقاء، والأقارب، والمعلمين، والمعارف. بالتالي، يجب عليك أن تخبر الناس الذين تعرفهم وتقابلهم بأنك تبحث عن أنواع معينة من الفرص الوظيفية. ويعرف هذا الإجراء باسم العلاقات الشبكية.
ويوفر قسم الإعلانات في الصحف، وسيلة أخرى شائعة للتعرف على الفرص الوظيفية. فالعديد من الرسائل الأخبارية المهنية والنقابية، والمجلات، والمطبوعات التجارية الأخرى، تتضمن إعلانات عن الوظائف الشاغرة. وفي كثير من الحالات، قد تساعدك المعلومات المنشورة في صفحات الإعلانات بالصحف، على اتخاذ القرار بشأن ما إذا كنت ستتصل بالمخدم أم لا.
وتتوفر المعلومات حول الوظائف الشاغرة أيضًا في وكالات التوظيف أو مكاتب. وتدار وكالات التوظيف العامة بوساطة الحكومة ولا تتقاضى أجرًا عن خدماتها. وتفرض وكالات التوظيف الخاصة رسومًا على الباحث عن الوظيفة أو المخدم، إذ أدت مجهوداتها إلى تعيين ذلك الشخص. ويوجد في العديد من المدارس الثانوية والكليات والمعاهد التعليمية الأخرى، مكاتب توزيع مهمتها مساعدة الطلبة والخريجين على الحصول على وظائف.
وتشتمل أدلة الهاتف، ودليل الكلية السنوي للتوظيف، والأدلة الأخرى، على أسماء وعناوين المخدمين في المجالات المختلفة. وينبغي على الباحثين عن العمل، الاتصال بالمخدمين للتعرف على الوظائف الشاغرة المتاحة لديهم.

### الاتصال بالمخدمين
سيكون اتصالك الأول بأحد المخدمين إما للتقديم لوظيفة شاغرة معروفة، أو للتعرف على الوظائف الشاغرة المتاحة. يجب أن تكون اتصالاتك بالمخدمين فعّالة ومنظمة. وتتضمن الوسائل الشائعة للاتصال بالمخدمين، البريد، والهاتف والزيارات الشخصية لمكاتب المخدمين.
ويتواصل معظم طالبي الوظائف مع المخدمين بوساطة البريد. ويفضل أن تكون الرسائل الموجهة للمخدمين مطبوعة. وينبغي أن تُعرّف نفسك في الرسالة وتوضح الغرض من إرسالها. كما يجب أن تحدد بإيجاز الخبرة والمهارات المتوفرة لديك والتي لها علاقة بنوع الوظيفة التي تبحث عنها. وفي النهاية، عليك أن تطلب إجراء مقابلة شخصية معك. وتأكد من كتابة عنوانك ورقم هاتفك حتى يتمكن المخدم من الاتصال بك. وإذا كان اتصالك بالمخدم عن طريق الهاتف، حاول أن تذكر نفس المعلومات التي كنت ستضمنها رسالتك.
وبالنسبة لبعض الوظائف، يتحتم على طالبي الوظائف الاتصال المباشر بالمخدمين، لتعبئة نماذج التوظيف شخصيًا. وتطلب بعض الشركات وضع طلبات التوظيف في ملفات قبل دراسة إمكانية تعيين طالب الوظيفة. وتشمل هذه الشركات المحلات التجارية، ومطاعم الوجبات السريعة، ومحلات السوبر ماركت، ومنافذ البيع بالتجزئة، ومصانع السيارات، ومصانع الملابس. ويأخذ العديد من العاملين سيرهم الذاتية معهم عند زيارتهم لهؤلاء المخدمين. وتوفر السير الذاتية للعاملين، المعلومات المطلوبة لتعبئة طلبات التوظيف.

### كتابة السيرة الذاتية
تصف السيرة الذاتية خبراتك ومؤهلاتك بصورة مفصلة، أكثر مما تفعله رسالة طلب الوظيفة. ويمكن إرفاقها مع مثل هذه الرسالة، أو تسليمها للمخدم قبل أو أثناء المقابلة الشخصية. والسيرة الذاتية الجيدة يجب أن تكون دقيقة ومرتبة وسهلة القراءة. وتتكون معظم السير الذاتية من صفحة أو صفحتين. وتتضمن هذه الصفحة نموذجًا للسيرة الذاتية.
أبدأ سيرتك الذاتية بذكر اسمك، وعنوانك ورقم هاتفك، وحدد نوع الوظيفة التي تبحث عنها. ثم أذكر خبراتك العملية، بادئًا بأحدثها، مع ذكر أسماء وعناوين المخدمين السابقين، وتواريخ التوظيف، ووصف موجز للواجبات والمهام التي كلفت بها، ثم حدد المهارات المتوفرة لديك والتي لها علاقة بالوظيفة التي تسعى للحصول عليها. كما يجب عليك أن تذكر أيضًا أي عمل تطوعي أو نشاطات أخرى ذات صلة.
ثم أذكر أسماء وأماكن كل المدارس والبرامج التدريبية التي التحقت بها منذ المرحلة الثانوية، مع تحديد تواريخ الالتحاق، والمواد الرئيسية، بالإضافة إلى ذكر الدرجات العلمية، والدبلومات، والشهادات، ودرجات الشرف، التي حصلت عليها. وفي الختام، أذكر أية هوايات، أو خبرات سفر، أو أي معلومات أخرى تنطبق على الوظيفة التي تسعى للحصول عليها.
ويطلب العديد من المخدمين أسماء وعناوين أشخاص يمكن الرجوع إليهم، للحصول على معلومات إضافية تتعلق بك. ويذكر بعض طالبي الوظائف، في سيرهم الذاتية، أسماء ثلاثة أو أربعة أشخاص يمكن الرجوع إليهم، بينما يكتفي آخرون بالإشارة إلى أن هؤلاء الأشخاص متاحون عند الطلب.

### تعبئة طلبات التوظيف
يطلب معظم المخدمين من المتقدمين للوظائف تعبئة طلب توظيف. وتساعد هذه الطلبات المخدمين في معرفة مؤهلاتك. وينبغي تعبئة طلبات التوظيف بعناية وحرص. أجعل إجاباتك موجزة ومرتبة ومكتملة بقدر الإمكان.
تحتاج تعبئة معظم طلبات التوظيف لنفس المعلومات، كما أن معظم المعلومات المطلوبة نسخة مطابقة لتلك المعلومات المذكورة في السيرة الذاتية. وتشمل المعلومات المطلوبة عنوانك، ورقم هاتفك، ورقم الضمان الاجتماعي، ومسمى الوظيفة المتقدم لها. وتطلب معظم نماذج التوظيف أيضًا معلومات عن خدمتك السابقة بما في ذلك أسماء المخدمين والمشرفين، وتواريخ التوظيف والواجبات التي كلفت بها. كما تطلب أيضًا ذكر المدارس التي التحقت بها، وتواريخ الالتحاق، والدرجات العلمية والدبلومات والشهادات التي حصلت عليها. وتطلب معظم نماذج التوظيف أيضًا معلومات عن خبرتك العسكرية، وصحتك وهواياتك. كما قد تطلب أيضًا أسماء وعناوين الأشخاص الذين يمكن الرجوع إليهم.

### إجراء المقابلة الشخصية
إذا دلت سيرتك الذاتية أو طلب التوظيف الذي تقدمت به، على أنك مؤهل لشغل الوظيفة الشاغرة، قد يطلب منك المخدم الحضور لإجراء مقابلة شخصية. وستمكنك المقابلة الشخصية من معرفة المزيد عن الوظيفة، كما ستساعد المخدم في اكتشاف ما إذا كنت المرشح الأفضل لشغل هذه الوظيفة.
يركز معظم القائمين بإجراء المقابلات الشخصية، اهتمامهم على طريقة تصرف وهندام طالب الوظيفة وأسلوبه في الإجابة عن الأسئلة. ويمكنك التأثير على من يقوم بإجراء المقابلة على نحو يجير لصالحك، عن طريق الوصول في الموعد المحدد وأن تكون مهذبًا وصادقًا ومنظمًا. اختر الملابس المناسبة للوظيفة التي تسعى للحصول عليها، ما لم يكن العمال يرتدون أزياء رسمية. وسيكون من المرجح أن يسألك القائم بإجراء المقابلة عن اهتماماتك وخبرتك العملية وأهدافك. وتشمل الأسئلة الشائعة الأخرى أيضًا الأسباب التي دفعتك للتقدم للوظيفة، وما الذي تستطيع تقديمه في اعتقادك للإسهام في نجاح المؤسسة. أجب عن كل الأسئلة بصراحة وإيجاز. وقد يكون من المفيد التفكير مسبقًا في إجابات هذه الأسئلة قبل إجراء المقابلة الشخصية.
ويحاول العديد من الناس التجهيز للمقابلة الشخصية عن طريق السعي لمعرفة بعض الحقائق عن المؤسسة التجارية للمخدم. وقد تشتمل مثل هذه الحقائق على معلومات حول أنواع المنتجات التي تصنعها الشركة أو الخدمات التي توفرها. ومثل هذه المعلومات قد تساعدك في توجيه أسئلة ذكية أثناء المقابلة الشخصية، كما أنها ستظهر للقائم بإجراء المقابلة الشخصية. مدى اهتمامك بعمل الشركة.
وبعد انتهاء المقابلة الشخصية، قم بإرسال خطاب شكر للشخص الذي قام بإجراء المقابلة. وإذا كنت لا تزال راغبًا في الوظيفة، أذكر ذلك في خطابك. وقم أيضًا بتوجيه أي أسئلة إضافية قد ترغب في توجيهها.

## عالم العمل
مع توفر آلاف الفرص الوظيفية المحتملة للاختيار من بينها، قد يصاب الشخص الذي يقوم باستكشاف المجالات المهنية المختلفة بالارتباك الشديد. وفي محاولة لتنظيم هذا الكم الهائل من المعلومات المهنية، طور الخبراء العديد من أنظمة التصنيف. ويضم كل نظام المهن التي تتشابه بطريقة أو أخرى.
تستخدم برامج التعليم الخاصة بالتوجهات المهنية، في العديد من المدارس، نظام تصنيف يضم الوظائف التي لها أهداف أو أنشطة عملية متشابهة. ويقسم هذا النظام المهن المختلفة إلى 15 مجموعة تعرف باسم المجموعات العنقودية وهذه المجموعات هي: 1- المشاريع الزراعية والموارد الطبيعية، 2- الشركات التجارية والمكاتب، 3- الاتصالات والإعلام، 4- أعمال البناء، 5- البيئة، 6- الفنون الجميلة والعلوم الإنسانية، 7- الصحة، 8- الاقتصاد المنزلي، 9- الضيافة والترفيه، 10- الصناعة، 11- علوم البحار، 12- التسويق والتوزيع، 13- الخدمات الشخصية، 14- الخدمات العامة و15- النقل والمواصلات.
تحتاج المهن التي تشتمل عليها كل مجموعة، إلى قدرات واهتمامات متشابهة، ولكن إلى مستويات مختلفة من الإعداد. ومستويات الإعداد الرئيسية هي: 1- التدريب القصير على رأس العمل، 2- التدريب الطويل على رأس العمل، 3- مستوى الاختصاص، 4- المستوى الجامعي. وتعكس هذه المستويات مقدار التدريب المطلوب الذي يحتاج إليه معظم العمال لأداء وظائفهم. فالناس الذين لا يستطيعون الإعداد لمهنة في المستويات العليا من المجموعة، بإمكانهم العثور على مهن ذات صلة في نفس المجموعة، تحتاج إلى تدريب أقل.
بالنسبة للوظائف التي تحتاج إلى تدريب قصير على رأس العمل، بإمكان الشخص تعلم العمل في ساعات أو أيام قليلة. أما الوظائف التي تحتاج إلى تدريب طويل على رأس العمل، فيمكن تعلمها عبر شهور أو سنوات من الخبرة العملية، أو عن طريق قضاء فترة تلمذة صناعية، أو الالتحاق ببرنامج تدريب على الوظيفة. وتحتاج معظم المهن في مستوى الاختصاص إلى تدريب فوق مستوى المرحلة الثانوية، في مدرسة فنية أو كلية مدتها سنتان. وتحتاج معظم مهن المستوى الجامعي إلى الحصول على درجة جامعية. وتتطلب بعض هذه الوظائف أيضًا تدريبًا إضافيًا في إحدى مدارس المهن أو مؤسسات الدراسات العليا.
ويناقش هذا القسم كل مجموعة عنقودية على حدة، ويخصص نحو صفحة واحدة لكل منها. وتغطي كل صفحة المجموعات الوظيفية داخل المجموعة العنقودية، وتصف الأنشطة العامة وظروف العمل. وتورد كل صفحة أيضًا أمثلة للوظائف في كل مستوى من مستويات الإعداد. ولكن هذه الأمثلة توفر فقط دليلاً عامًا يمكن الاسترشاد به. وتختلف متطلبات الإعداد بالنسبة لكل من المخدمين والعاملين. بالإضافة إلى ذلك، قد تصنف بعض المهن في أكثر من مجموعة عنقودية، اعتمادًا على نوع العمل المتضمن. مثلاً، تم إدراج الميكانيكيين الذين يقومون بإصلاح السيارات ضمن مجموعة النقل والمواصلات، بينما تم إدراج الميكانيكيين الذين يقومون بإصلاح معدات التعدين، ضمن مجموعة المشاريع الزراعية والموارد الطبيعية.

### المشاريع الزراعية والموارد الطبيعية
يوفر العديد من العاملين في مجال المشاريع الزراعية والموارد الطبيعية، المواد الخام اللازمة لمعظم السلع المتعلقة بالغذاء والملابس والطاقة والمساكن والسلع الصناعية، التي يحتاجها الناس. وتعالج بعض الوظائف في هذه المجموعة العنقودية المسائل المتصلة بإنتاج أو تنظيم الموارد الطبيعية. وتساعد وظائف أخرى في ضمان وتحسين نوعية المواد الخام.
ويشمل مجال المشاريع الزراعية العمال الذين يقومون بتربية المواشي، وإنتاج المحاصيل، وأزهار الزينة، والشجيرات والأشجار. كما يشمل أيضًا الأشخاص الذين يقومون بتصنيع وتسويق المنتجات الزراعية. ويوفر بعض العاملين في مجال المشاريع الزراعية، المؤن والمساعدة الفنية للمزارعين. ويهتم آخرون بتطوير طرق جديدة لحفظ الطعام، وبالإنتاج التجاري للنباتات والحيوانات التي تعيش في الماء.
وتشمل المهن المتاحة في مجال الموارد الطبيعية، عمليات استكشاف، وتعدين، بعض المواد مثل الفحم الحجري والحديد والحصى. وتشمل وظائف أخرى، إنتاج البترول والغاز الطبيعي. وتتضمن المهن المتاحة في مجال الحراجة، إدارة وحماية الغابات والأحراج وحصاد منتجات الغابات. ويقوم خبراء مصائد الأسماك والحياة الفطرية بإدارة وحماية الأسماك وموارد الحياة الفطرية. ويهتم العاملون في مجال إدارة الأرض والمياه، بإدارة، وحماية، وتطوير المتنزهات، والممرات المائية الداخلية والساحلية، والطاقة الكهرومائية. ويعكف العاملون في مجال البحوث، على اكتشاف طرق أفضل لإنتاج واستخدام الموارد الطبيعية. وتطبق مجموعة أخرى من العاملين، قوانين الحماية والأنظمة الأخرى المتعلقة بالموارد الطبيعية.
تؤدي العديد من المهن في هذه المجموعة العنقودية، خارج الجدران في الهواء الطلق. وفي بعض الحالات، قد يكون العمل شاقًا ومحفوفًا بالمخاطر، كما هو الحال بالنسبة لتعدين الفحم الحجري ومكافحة حرائق الغابات.
تتغير أنواع الوظائف المتاحة في مجال المشاريع الزراعية والموارد الطبيعية، باستمرار. على سبيل المثال، أدى تطوير أساليب الزراعة العلمية، واستخدام الآلات الزراعية الحديثة، إلى التقليل بشكل حاد من الحاجة إلى العمال الزراعيين، وزيادة الحاجة إلى المزارعين والزراعيين الآخرين الذين يتمتعون بمستوى رفيع من التدريب. ويتوقع أيضًا أن يؤدي تطوير معدات وتقنيات حديثة، إلى تقليل فرص العمل في مختلف مهن التعدين والمحاجر.
التدريب القصير على رأس العمل. يشمل العاملون في مجال المشاريع الزراعية، الذين يمكنهم تعلم وظائفهم خلال جلسة تدريب قصيرة، كل من قاطفي الفواكه، وعمال المزرعة العاديين، ومربي الديوك الرومية. ويتضمن العاملون في مجال الموارد الطبيعية الذين يحتاجون فقط إلى فترة تدريب قصيرة، كل من عمال مزارع الأسماك، والحطابين، وعمال المتنزهات، وعمال المحاجر.
التدريب الطويل على رأس العمل. يتعلم العديد من المزارعين ومربي الماشية وظائفهم عبر سنوات من الخبرة. ويتضمن العمال الآخرون الذين يحتاجون إلى فترة تدريب طويلة، كل من مراقبي الصيد، ومشرفي قطع الأخشاب، ورعاة الأغنام. ويشتمل عمال التعدين والبترول ممن هم في هذا المستوى، على الحفارين، والمعدنين، ومشرفي المناجم، وعمال ضخ النفط، وميكانيكيي معدات التعدين.
مستوى الاختصاص. يحتاج كل من المساعدين الزراعيين، وتقنيي منتجات الألبان، وفنيي الدواجن إلى تدريب متخصص. ويشمل العاملون في مجال الموارد الطبيعية الذين يحتاجون إلى مثل هذا التدريب، مساعدي صيانة الموارد، وفنيي الجيولوجيا، وحراس المتنزهات، ومساعدي الهندسة البترولية.
المستوى الجامعي. يحتاج العديد من المزارعين إلى دورات دراسية جامعية في الزراعة والتجارة، لتشغيل المزارع الحديثة بنجاح. وتضم قائمة العمال الآخرين الذين يحتاجون إلي تعليم جامعي، المهندسين الزراعيين والأطباء البيطريين. أما في مجال الموارد الطبيعية، فتتطلب وظائف مثل مراقب الغابات، والجيولوجي، ومهندس التعدين أو البترول، وعالم الحيوان، الحصول على شهادة جامعية.

### الشركات التجارية والمكاتب
تنتج الشركات والحكومات والصناعات والمدارس والمؤسسات الأخرى، في كل يوم، أعدادًا كبيرة من المستندات والخطابات والتقارير والسجلات الأخرى. ويتضمن عمل العديد من وظائف الشركات والمكاتب، تطوير وتنظيم وتحليل مثل هذه السجلات.
ويستخدم كل مكتب تقريبًا كتبة لأداء واجبات مثل حفظ الملفات، واستقبال المكالمات الهاتفية، وتشغيل الآلات المكتبية، وتحصيل أو توزيع المبالغ النقدية. ويقوم العاملون في مجال السكرتارية بحفظ السجلات، وتسجيل ما يملي عليهم، وصياغة وتحرير المستندات، والخطابات والتقارير. ويستخدم المختصون في مجال أنظمة السجلات، طرق المحاسبة ومسك الدفاتر والحواسيب، لتسجيل أو تحليل المعلومات.
وتحتاج معظم الشركات إلى مختصين في مجال الإدارة، لتخطيط وإدارة أنشطة وسياسات الشركة، ولتدريب الموظفين الآخرين والإشراف عليهم. ويقوم المختصون في شؤون الموظفين بإجراء المقابلات الشخصية وتعيين، واختبار، وفصل الموظفين. ويشرف آخرون على برامج التدريب، أو يقدمون المساعدة للموظفين على حل مشاكلهم الشخصية أو المشاكل المتعلقة بالعمل.
وتستخدم المصارف (البنوك) والمؤسسات المالية الأخرى، أشخاصًا لترتيب القروض، وإدارة الاعتمادات المالية، والقيام بالمهام الأخرى ذات الصلة. ويوفر العاملون في مجال التأمين، العديد من أنواع التأمين مثل التأمين ضد الحوادث، والتأمين على السيارات، والتأمين ضد الحريق، والتأمين على الصحة، والتأمين على الحياة، والتأمين ضد السرقة. ويساعد العاملون في مجال العقارات، الناس على شراء وبيع واستئجار الأراضي والمباني. ويقوم بعضهم أيضًا بإدارة المباني.
ويؤدي معظم العاملين في هذه المجموعة، واجباتهم في مكاتب الشركات أثناء ساعات العمل الرسمية المعتادة. ويقوم العديد من موظفي المكاتب، مثل أمناء الصندوق، وناسخي الآلة الكاتبة، بالتعامل مع الأشياء ويكررون في الغالب نفس النوع من المهام. ويتعامل بعض موظفي المكاتب الآخرين مع الأفكار. فهم قد يصممون، مثلاً، أنظمة الحاسوب، أو يقدمون استشارة مالية أو قانونية، أو يحللون التقارير المالية..
التدريب القصير على رأس العمل. يتوفر لدى العديد من موظفي المكاتب المبتدئين، دورات دراسية تجارية من مدرسة ثانوية أو مهنية، ولكن دون توفر أي خبرة وظيفية. ويشمل هؤلاء في العديد من الحالات، كتبة الحسابات، وصرافي المصارف، وأمناء الصندوق، والمراسلات، وموظفي الاستقبال، وناسخي الآلة الكاتبة. ويترقى الموظفون الذين يشغلون وظائف ذات مستوى منخفض إلى وظائف أعلى مع اكتسابهم للخبرة.
التدريب الطويل على رأس العمل. يتعلم معظم ماسكي الدفاتر وكتبة المحاكم، وموظفي تسوية حسابات التأمين، مهاراتهم الوظيفية في المدارس المهنية، أو عن طريق التدريب المطول على رأس العمل. ويتضمن العاملون الآخرون في نفس المستوى، موظفي التأمين، وشؤون الموظفين، والعقارات. ويحتاج معظم العاملين في هذا المستوى أيضًا إلى تدريب خاص لتعلم كيفية تشغيل الآلات المكتبية المعقدة.
مستوى الاختصاص. يكون معظم السكرتيرين التنفيذيين، والقانونيين والطبيين، في العادة، من خريجي كليات السنتين أو المعاهد الفنية. ويتضمن العاملون الآخرون في نفس المستوى، بعض مبرمجي الحاسوب، وموظفي مبيعات المؤسسات العقارية. المستوي الجامعي. تلقى معظم المحاسبين، والمصرفيين، والمديرين التنفيذيين، والاقتصاديين، ومديري شؤون الموظفين، والاحصائيين، تعليمًا في مستوى الكلية. ويحمل العديد منهم أيضًا درجات جامعية. فالمحامون يجب أن يحصلوا على درجة جامعية من مدرسة للقانون.

### الاتصالات والإعلام
يتضمن مجال الاتصالات والإعلام (وسائل الاتصال)، معالجة المعلومات وإرسالها. ويقوم بعض العاملين في هذا المجال بجمع وتقديم الأخبار، وتوفير البرامج الترويحية والترفيهية، أو ترجمة اللغات الأجنبية. ويقوم آخرون بتشغيل أو صيانة المعدات المستخدمة في الاتصالات.
وتنقل الصحافة ومؤسسات النشر المعلومات، من خلال الكتب والمجلات والصحف والمواد المطبوعة الأخرى. ويعكف العاملون في هذا المجال على كتابة، وتحرير، وإيضاح، وطباعة، وتوزيع مثل هذه المواد. ويتضمن البث الإذاعي والتلفازي، تطوير وإنتاج وبث البرامج الإذاعية والتلفازية. كما يتضمن أيضًا صيانة أجهزة البث والاستقبال. ويقوم العاملون في مجال الاتصالات الهاتفية ببث الرسائل، وتركيب، وصيانة، وإصلاح معدات الهاتف. ويقوم العاملون في مجال البث عن طريق الأقمار الصناعية وأشعة الليزر بتشغيل وصيانة المعدات المستخدمة في مثل هذه الاتصالات.
وتتضمن المهن المتاحة في مجال صناعة السينما، تأليف وإخراج الأفلام. ويقوم العاملون في صناعة التسجيل، بتسجيل الأصوات على أسطوانات مدمجة أو أشرطة، ومن ثم يعملون على بيع وتوزيع هذه التسجيلات. وتساعد المهن المتاحة في مجال ترجمة اللغات، الناس على فهم اللغات الأجنبية، أو العلامات والرموز مثل تلك المستخدمة في طريقة بريل.
وتختلف ظروف العمل بالنسبة للعديد من المهن في مجموعة الاتصالات والإعلام. ويمارس العديد من العاملين مهامهم في مكاتب أو ورش أو استديوهات. وقد يُرسل الصحافيون إلى مناطق الحروب والكوارث. وتحتاج معظم الوظائف مهارات لغوية رفيعة. وبصورة عامة تبدو التوقعات المستقبلية للتوظيف في هذه المجموعة مواتية. وستتأثر المهن في هذا المجال، على نحو متزايد باستخدام الحواسيب وأجهزة الليزر، والأقمار الصناعية، ومسجلات الفيديو، وتقنيات الاتصالات الحديثة الأخرى.
التدريب القصير على رأس العمل. مطلوب لمشغلي أجهزة العرض السينمائي وعمال لف الأفلام وعمال المسرح. ويعتني بعض العاملين في هذا المستوى الإعدادي، بالأزياء والتجهيزات المستخدمة في الإنتاج التلفازي والسينمائي. بالإضافة إلى بعض العمال الآخرين الذين يساعدون الفنيين المكلفين بتركيب وإصلاح خطوط الهاتف.
التدريب الطويل على رأس العمل. يتعلم العديد من العمال الذين يقومون بتشغيل وإصلاح معدات الاتصالات مهاراتهم من خلال الخضوع لفترة تلمذة صناعية أو لبرامج تدريب أخرى مطولة. ويشمل العاملون في هذا المستوى الإعدادي، مترجمي النصوص المكتوبة بطريقة بريل، ومشغلي الكاميرات، وفناني المكياج، ومراجعي تجارب الطبع، وكتبة السيناريو، وفنيي المؤثرات الصوتية، والأفراد المكلفين بالإشراف على الملابس.
مستوى الاختصاص. يحصل العديد من المصورين ومذيعي الراديو التلفاز على تدريبهم من كلية مدة الدراسة فيها سنتان، أو من معهد فني. ويتدرج بعض خريجي المعاهد الفنية ليصبحوا فنيين يساعدون في إنتاج الأعمال الإذاعية أو التلفازية أو الأفلام. ويساعد خريجون آخرون في تطوير أنظمة اتصالات جديدة.
المستوى الجامعي. تساعد المقررات الدراسية بالكلية، الطلاب على تطوير مهاراتهم في مجال الاتصالات، وتجعلهم قادرين على الحصول على فهم أفضل لشؤون العالم. وبالتالي، يكون معظم الصحافيين وكتاب السيناريو من الحاصلين على شهادات جامعية. ويتضمن العاملون الآخرون الذين يتوفر لديهم تدريب جامعي، كل من المنتجين، ومخرجي البرامج، ومهندسي الراديو والتلفاز والهاتف، ومديري محطات البث الإذاعي التلفازي.

### أعمال البناء
تُعنى المهن المتوفرة في مجال أعمال البناء، بتشييد وتحديث وإصلاح المنازل والمصانع والأنواع الأخرى من المباني. ويقوم عمال الإنشاءات أيضًا ببناء وإصلاح بعض المنشآت الأخرى مثل الجسور والخزانات والطرق السريعة.
وتتراوح نوعية العمالة المتوفرة في مجال أعمال البناء، من العمالة غير الماهرة إلى مهنيين على درجة عالية من المهارة. ويشمل العاملون في مجال التصميم، المهندسين المعماريين والمدنيين، الذين يقومون برسم مخططات البناء واختيار المواد التي سيتم استخدامها. يقدر المقاولون تكاليف البناء ويحددون مواعيد الأعمال الإنشائية ويشرفون عليها. ويقوم العاملون في مجال توزيع المواد، بشراء وبيع مواد البناء والإمدادات. ويساعد العاملون في مجال الإدارة شركات الإنشاءات على العمل بصورة سلسة.
ويتخصص معظم العاملين في مجال الإنشاءات، في مواد بناء معينة. على سبيل المثال، يستخدم النجارون وغيرهم من العاملين في مجال الاشغال الخشبية، الخشب في تشييد المباني وعمل الأرضيات والإطارات. ويؤدي العاملون في مجال الأشغال المعدنية الأعمال المتمثلة في تركيبات الأنابيب واللحام. كما يقومون أيضًا بتركيب أنظمة السباكة، والتدفئة، وتكييف الهواء. ويستخدم عمال البناء الطوب، والإسمنت، والحجارة، والمواد المشابهة، لتشييد الأساسات، والأرصفة، والجدران، والمنشآت الأخرى. كما يقومون أيضًا بتجصيص الأسطح ورصف البلاط. ويركب المختصون في الكهرباء، التمديدات والتركيبات الكهربائية. ويقوم عمال التشطيبات بأعمال الطلاء، وتركيب ورق الجدران، وهندسة المناظر الطبيعية، وتركيب الشبابيك، إلى جانب أداء بعض المهام الأخرى المطلوبة لإكمال المبنى. ويقوم مشغلو المعدات الثقيلة، بتشغيل وصيانة الآليات المستخدمة في أعمال البناء. وتشمل هذه الآليات الجرافات الآلية (البلدوزرات) والأوناش.
تجري العديد من أعمال الإنشاءات إما خارج الجدران وإما داخل المباني المكتملة جزئيًا. وفي الكثير من الحالات يتوقف العمل في هذه المهام عندما يكون الطقس سيئًا. وتتطلب معظم الأعمال الوقوف والانحناء وطأطأة الرأس لفترات طويلة. بالإضافة إلى ذلك، يتعرض عمال الإنشاءات لاحتمال الإصابة أثناء العمل أكثر من معظم أنواع العمال الآخرين. وتعتمد فرص التوظيف في مجال أعمال البناء بصورة كبيرة على الظروف الاقتصادية. فعندما تكون هنالك وفرة في النقود، يميل الناس إلى بناء منازل ومصانع جديدة. وعندما تكون هناك ندرة في النقود، يحاول الناس الاقتصاد عن طريق إصلاح أو إعادة تشكيل المباني القديمة. ويتوقع أن تتاح لبعض المختصين في مجال أعمال البناء، فرص وظيفية أكثر، خلال من الفرص المتاحة للعمال الآخرين في هذا المجال. ويشمل هؤلاء المختصون كل من المهندسين المعماريين، والمهندسين المدنيين، وخبراء تصميم الأعمال الإنشائية باستخدام الكومبيوتر، وخبراء فرش السجاد.
التدريب القصير على رأس العمل. بإمكان معظم عمال البناء تعلم وظائفهم في جلسة تدريب قصيرة. ويساعد بعض العمال في إعداد موقع البناء، عن طريق هدم المنشآت القائمة. ويحمل آخرون الشاحنات أو ينصبون السقالات. ويساعد بعض العمال، البنائين والنجارين وغيرهم من العمال الماهرين.
التدريب الطويل على رأس العمل. يشكل الأفراد الذين يتميزون بالمهارة، المجموعة الأكبر من بين العاملين في مجال الإنشاءات. ويتعلم العديد مهنهم عن طريق الخضوع لفترة تلمذة صناعية. ويلتحق آخرون بالمدارس المهنية أو يتعلمون من خلال التدريب على رأس العمل لفترة طويلة. ويشمل عمال الإنشاءات المهرة، البنائيين، والنجارين، والكهربائيين، والدهانين، والسباكين. ويشغل آخرون من العمال الماهرين، الجرافات الآلية أو الرافعات، ويركبون الشبابيك والمصاعد أو أنظمة التدفئة.
مستوى الاختصاص. يصبح بعض خريجي المعاهد الفنية، رسامي خرائط أو مساحين. ويستخدم الرسامون أجهزة خاصة لرسم المخططات التي توضح كيفية تشييد المبنى. ويقيس المساحون موقع المبنى لتعيين حدوده وخصائصه الأخرى. ويتلقى بعض السباكين والكهربائيين، وغيرهم من العمال الماهرين، تدريبهم في المدارس المهنية.
المستوى الجامعي. يحتاج المهندسون المعماريون والمدنيون والكهربائيون، إلى تدريب جامعي. كما يتميز العديد من المدراء والمقاولين العاملين في مجال صناعة البناء، بحصولهم على تعليم جامعي.

### البيئة
يُعنى المختصون بشؤون البيئة، بحماية البيئة وتحسينها. ويقوم بعض علماء البيئة بإجراء البحوث العلمية بغرض زيادة معرفتنا عن البيئة. ويستخدم بعض العاملين الآخرين مثل هذه المعرفة لمساعدتهم في حل المشاكل البيئية. ويساعد بعض دعاة المحافظة على البيئة، في تطوير وإقرار وتطبيق قوانين مكافحة التلوث وأنظمة حماية البيئة.
يتخصص علماء البيئة في العديد من المجالات. ويعمل بعضهم بهدف منع أنواع التلوث والسيطرة عليها، مثل تلوث الهواء والماء، والتربة والتلوث الناتج عن الضجيج. ويجري آخرون التجارب لاكتشاف كيفية تأثير الملوثات على الغلاف الجوي وأحوال الطقس.
وفي مجال الموارد المائية، يقوم بعض العاملين بتصميم وتشغيل أجهزة تنقية المياه ووحدات معالجة المياه. ويطور آخرون أنظمة الري وأنظمة الإمداد الأخرى بالمياه. ويعمل بعض علماء البيئة المهتمين بحماية التربة والموارد المعدنية، على حماية الأرض من التعرية، والتلوث بالأسمدة الكيميائية ومبيدات الآفات. كما يقومون أيضًا بتوجيه المزارعين وشركات التعدين بشأن أساليب الإنتاج التي تسبب أقل ضررًا ممكنًا للأرض.
ويمكن أن تشكل بعض الظروف البيئية مثل الآفات والتلوث والتخلص من النفايات بصورة غير سليمة، مخاطر صحية لأفراد المجتمع. ويعمل الخبراء في مجال الوقاية من الأمراض والتخطيط الصحي، على منع هذه المخاطر والسيطرة عليها. ويعكف العديد من علماء البيئة على التخطيط لكيفية استخدام البيئة بصورة أفضل في الحاضر والمستقبل. ويعمل بعضهم على حماية الغابات، والمراعي، والشواطئ، والحياة الفطرية، وعلى تطوير المناطق الترفيهية. ويتعاون خبراء تخطيط المدن مع علماء الاجتماع والخبراء الآخرين لتطوير وتوفير أفضل بى ئة ممكنة لساكني المناطق الحضرية. ويخطط اختصاصيون آخرون لتطوير المناطق الريفية.
ويُستخدم علماء البيئة بوساطة الكليات، والجامعات، والوكالات الحكومية، والصناعات الخاصة. ويعمل بعضهم داخل حجرات الدراسة، والمختبرات أو في المكاتب. بينما يعمل آخرون بصورة رئيسية، خارج الجدران. ويتوقع أن يزيد التوظيف في بعض المجالات البيئية، مع الاهتمام المتزايد للناس بشأن نوعية البيئة. وخلال السنوات الأخيرة، كان هناك طلب كبير على العاملين الذين تخصصوا في مجال التخلص من النفايات النووية والنفايات الخطرة الأخرى.
التدريب القصير على رأس العمل. يحتاج مشرفو أراضي التخييم، ومكافحو حرائق الغابات، ومراقبو الحرائق، وزارعو الأشجار، إلى جلسة تدريب قصيرة ليتمكنوا من أداء وظائفهم. ويشمل العمال الآخرون في هذا المستوى، عمال رش البساتين ومن يعملون في مجال التخلص من مياه المجاري.
التدريب الطويل على رأس العمل مطلوب للعديد من العمال الذين يقومون بتشغيل وصيانة معدات السيطرة على التلوث. ويشمل مثل هؤلاء العمال، مشغلي أفران حرق القمامة ووحدات معالجة المياه، ومشرفي وحدات معالجة مياه المجاري. ويتعلم أيضًا كل من مراقبي الحرائق، ومشرفي صيانة المتنزهات، وبعض مساعدي المختبرات، وظائفهم من خلال الخبرة العملية المطولة.
مستوى الاختصاص. يتلقى العديد من فنيي استخدام الأرض، وخبراء مكافحة الآفات، ومراقبي الإشعاع، ومفتشي السلامة، وغيرهم من خبراء البيئة، تدريبهم في المعاهد الفنية أو كليات السنتين. ويحتاج مساعدو خبراء الغابات وحراس المتنزهات أيضًا إلى مثل هذا الإعداد حتى يتمكنوا من أداء وظائفهم.
المستوى الجامعي. يعمل الكيميائيون، وعلماء البيئة، وعلماء الأحياء الدقيقة، وعلماء التربة، والعلماء الآخرون من ذوي التدريب الجامعي، باحثين ومفتشين ومخططين في مجال البيئة. ويحتاج معظم خبراء الغابات، ومدراء المراعي وغيرهم من مدراء الموارد الطبيعية، إلى تعليم جامعي. كما يحتاج إليه أيضًا كل من خبراء الصحة الصناعية، ومهندسي التعدين، وعلماء التاريخ الطبيعي العاملين بالمتنزهات، ومهندسي تنظيم حركة المرور.

### الفنون الجميلة والعلوم الإنسانية
يثري الأدب، والموسيقى، والرسم والنحت، والفنون الأخرى، حياة معظم الناس. وعلاوة على ذلك، يضيف الإيمان الديني، والحس التاريخي، والقيم الثقافية الأخرى، معني لحياة العديد من الناس. وتُعنى الفنون الجميلة والعلوم الإنسانية بإبداع الجمال وتهتم بالتعبير عن الأفكار والقيم الثقافية ودراستها وحفظها.
وينقل العاملون في مجال الفنون الجميلة، الأفكار والأحاسيس من خلال العديد من الأنشطة الإبداعية. كما يقوم أيضًا العديد من هؤلاء العاملين بالترفيه عن الناس. وتتكون الفنون الجميلة من الفنون البصرية، والفنون الأدائية، والكتابة الإبداعية. تشمل الفنون البصرية مجالات مثل الرسم، والتصوير الضوئي (الفوتوغرافي)، والنحت، وتصميم المنسوجات. بينما تشمل الفنون الأدائية، الرقص، والموسيقى، والمسرح. وتتضمن الكتابة الإبداعية إنتاج أعمال أدبية تتسم بالأصالة مثل الروايات، والمسرحيات، والقصائد.
ويهتم العاملون في مجال العلوم الإنسانية بالقيم الأخلاقية والاجتماعية والفنية لثقافة ما ومن انضوى تحتها من أفراد. وتشمل مجالات العلوم الإنسانية، التاريخ، والدين، والفلسفة، واللغويات (الدراسة العلمية للغة).
ويتحتم على معظم العاملين في مجال الفنون الجميلة والعلوم الإنسانية الدخول في منافسة حادة للحصول على الوظائف الشاغرة. وتكون المنافسة في مجال الفنون الأدائية قوية بصورة خاصة. إذ أن عدد المؤدين الموهوبين الباحثين عن العمل يفوق بصورة كبيرة عدد الوظائف المتاحة. ونتيجة لذلك، يلجأ العديد من المؤدين إلى القيام بأنواع أخرى من العمل لمساعدتهم في إعالة أنفسهم. ويواجه الكُتّاب والفنانون أيضًا منافسة جدية للحصول على العمل. ويعمل بعض الكُتّاب والفنانين لدى المؤسسات التجارية ويتلقون رواتبًا نظير عملهم. ويعمل آخرون لحسابهم الخاص ويكسبون أموالاً عن طريق بيع أعمالهم. ولكن على أية حال، ينبغي على العديد من هؤلاء الناس العمل أيضًا في وظائف أخرى لإعالة أنفسهم.
التدريب القصير على رأس العمل. يحتاج عمال المسرح وبعض العمال الآخرين من المشتغلين بالأعمال المسرحية والموسيقية، فقط إلى دورة تدريبية قصيرة. كما أن بعض الموسيقيين والمغنيين الذين يعملون في مجال الموسيقى الشعبية لا يتمتعون بأي تدريب أو يتوفر لديهم تدريب قليل لا يتعدى المرحلة الثانوية.
التدريب الطويل على رأس العمل. يتعلم العديد من العاملين الذين يساعدون في إنتاج المسرحيات والعروض الفنية الأخرى، مهاراتهم الوظيفية من خلال الخضوع لفترة تلمذة صناعية، أو لفترة تدريب أخرى طويلة. ويشمل مثل هؤلاء العمال، كهربائيي المسرح، ومدراء المسارح، ومشغلي الصوت، والإضاءة، ومعدات الإخراج الأخرى.
مستوى الاختصاص. لقد تلقى العديد من المصورين التجاريين، ومهندسي الديكور، وفنيي المتاحف، تدريبًا متخصصًا في أحد المعاهد الفنية أو كليات المجتمع. ويشمل العاملون الآخرون في هذا المستوى الإعدادي، مساعدي التحرير، وفناني التصميم، وفنيي تنميق الصور الضوئية (الفوتوغرافية).
المستوى الجامعي. في مجال الفنون الجميلة، يكون العديد من المخرجين الفنيين، والمؤلفين، والملحنين، وقائدي الفرق الموسيقية، والنحاتين، من الذين تلقوا تعليمهم في إحدى الكليات. كما أن عددًا كبيرًا من فناني الرسوم التوضيحية، وفنيي ترميم اللوحات، والكُتاب الفنيين، قد تلقوا أيضًا تدريبًا في إحدى الكليات. ويحتاج معظم العاملين في مجال العلوم الإنسانية إلى تلقي تعليمهم في إحدى الكليات، بالإضافة إلى الحصول على شهادة تخرج. ويصبح العديد من هؤلاء العاملين أساتذة في الكليات والجامعات ويعمل آخرون كأمناء إرشيف، أو أمناء متاحف، أو مؤرخين أو لغويين لدى العديد من المنظمات. ويسعى آخرون، في الغرب، للحصول على وظيفة دينية للعمل كرهبان أو راهبات أو قسس أو حاخامات.

### الصحة
يساعد العاملون في المهن الصحية الناس على قضاء حياة أكثر صحة وأكثر سعادة. وتتراوح الخدمات التي تقدمها المهن المتوفرة في مجال العناية الصحية، بين تعليم الأطفال كيفية تنظيف أسنانهم بالفرشاة، وإجراء عملية زرع كلية.
ويُعد الأطباء والممرضات أو الممرضون، من بين أشهر العاملين في مجال الصحة. ولكن على كل حال، ستكون هناك حاجة لاستخدام العديد من أنواع العمالة الأخرى، لتوفير عناية صحية متكاملة. على سبيل المثال، يساعد بعض العاملين في مجال الإسناد الطبي، المرضى على تعلم كيفية استخدام الأيدي والأرجل الصناعية. ويساعد عاملون آخرون في هذا المجال، المرضى في التغلب على مشاكل السمع أو النظر، أو يقومون بتصميم حميات غذائية خاصة للأفراد. ويعالج أطباء الأسنان وغيرهم من اختصاصيي الأسنان، أمراض واضطرابات الأسنان واللثة، ويساعدوا في الوقاية منها. ويساعد العاملون في مجال الصحة العقلية، في معالجة الأمراض العقلية والوقاية منها. ويعتني أختصاصيو الحالات الطبية الطارئة بالمرضى في أقسام الطوارئ بالمستشفيات أو في سيارات الإسعاف. كما يعتني العاملون في مجال الصحة الشخصية وصحة المجتمع بالمرضى في منازلهم، ويساعدوا أيضًا أفراد المجتمع على تطوير عادات صحية جيدة.
ويدرس علماء الأبحاث ومساعدو المختبرات، العمليات البيولوجية (الأحيائية) ومسببات الأمراض. كما يساعدوا أيضًا الأطباء في تشخيص الأمراض. ويقوم الصيادلة بتركيب الأدوية وفقًا للوصفات الطبية، بينما يدرس أختصاصيو علم العقاقير، تأثيرات العقاقير على الكائنات الحية.
وتسهم العديد من المهن في جعل الخدمات الصحية تعمل بكفاءة. فالمستشفيات والعيادات، ومراكز العناية الصحية الأخرى، يشرف عليها إداريون. ويحافظ العاملون في الوظائف الكتابية، على سجلات المرضى، ويطلبون الإمدادات، ويؤدون العديد من المهام الأخرى. ويقوم أمناء المكتبات الطبية والعاملون الآخرون في مجال المعلومات الصحية بمساعدة الأطباء على الإلمام بآخر التطورات الطبية.
يقوم العديد من العاملين في المجال الصحي بالعمل أثناء نوبات العمل المسائية أو خلال الساعات المتأخرة من الليل. وتتطلب بعض الوظائف من العاملين، الوقوف لفترات طويلة، أوالتعامل مع مرضى أو مصابين تتسم حالتهم بالخطورة. ويتوقع، بصورة عامة، أن تزداد الوظائف المتاحة في مجال المهن الصحية، بصورة كبيرة. وسيكون من بين العاملين في المجال الصحي، الذين يتوقع أن يزداد الطلب عليهم، مساعدي الأسنان، ومراقبي الصحة العامة، والمسؤولين المناوبين بالمستشفيات، والممرضين، ومساعدي الممرضين، واختصاصيو العلاج الطبيعي، والأطباء البيطريين.
التدريب القصير على رأس العمل. مطلوب لبعض مساعدي التمريض المبتدئين والمسؤولين المناوبين بالمستشفيات. ويشمل العاملون الآخرون في هذا المستوى، كتبة الحميات الغذائية، ومساعدي الصحة المنزلية، وكتبة المكاتب الطبية وموظفي الاستقبال.
التدريب الطويل على رأس العمل. يحتاج سائقو عربات الإسعاف، وكتبة السجلات الطبية، ومساعدو العلاج بالعمل، ومساعدو أطباء الأمراض العقلية، إلى دورات دراسية في إحدى المدارس المهنية، أو إلى تدريب مطول على أداء الوظيفة. ويحتاج أختصاصيو تجبير العظام أيضًا إلى فترة تدريب طويلة على رأس العمل.
مستوى الاختصاص. يساعد العديد من خريجي المعاهد الفنية، الأطباء، وأطباء الأسنان إما مباشرة أو عن طريق إجراء الفحوص المخبرية. ويشمل هؤلاء الأختصاصيون، مساعدي أطباء الأسنان، والمساعدين الطبيين، والممرضات العمليات، وفنيي الطب البيطري، وفنيي الأشعة السينية.
المستوى الجامعي. يحتاج أطباء الأسنان، وإداريو المستشفيات، والأطباء، والصيادلة، وأطباء الأمراض العقلية، والأطباء البيطريون، إلى تدريب متخصص يتجاوز مستوى الكلية. ويشمل العاملون الآخرون في مجال العناية الصحية، الذين يحتاجون إلى تدريب يتجاوز مستوى الكلية، أخصاصيو التقويم اليدوي للعمود الفقري، وعلماء التغذية، وخبراء التقنية الطبية، وفنيي قياس البصر، وأخصائيي العلاج الطبيعي، وأخصاصيي العناية بالقدم ومعالجتها، والممرضات المسجلات.

### الاقتصاد المنزلي
يؤدي البيت والحياة الأسرية، دورًا مهمًا في حياة معظم الناس. وتُعنى الوظائف المتوفرة في مجال الاقتصاد المنزلي، بإدارة شؤون البيت بفاعلية، وتحسين نوعية الحياة الأسرية. كما تهتم أيضًا بمساعدة المستهلكين على تعلم كيفية التسوق بصورة حكيمة.
يشتمل الاقتصاد المنزلي على العديد من المجالات المتخصصة. ويدرس العاملون في مجال الخدمات الغذائية، الاحتياجات الغذائية البشرية، ويقدمون المساعدة فيما يتعلق بتطوير وتحسين المنتجات الغذائية. ويعمل بعض هؤلاء العاملين في إدارة الخدمات الغذائية في المدارس والمستشفيات وغيرها من المؤسسات. ويقوم آخرون بصيانة، وتشغيل، وتعقيم المعدات المستخدمة في مجال تداول الأطعمة. ويعمل فريق آخر في مجال بيع أو توزيع المنتجات الغذائية أو الإعلان عنها.
وفي مجال صناعة الملابس والمنسوجات، يقوم بعض العاملين بتطوير، أو اختبار، أو صناعة الأقمشة. ويصمم آخرون أو ينتجون الملابس. وتشمل الوظائف الإضافية في هذا المجال التنظيف الجاف والإعلان، وشراء أو بيع الملابس أو المنسوجات. وفي مجال الإسكان والمعدات المنزلية، يشتغل بعض العاملين في تصميم المنازل وعمل الديكورات الداخلية. ويعكف آخرون على تطوير، واختبار وتحسين المعدات والمنتجات المنزلية.
ويقوم العديد من العاملين في مجال الأسرة وخدمات المجتمع، بتقديم المشورة فيما يتعلق بشؤون الأسرة، ومد يد العون للعجزة، ومساعدة الآباء على تعلم كيفية العناية بأطفالهم. ويقوم آخرون بمهام صيانة وتدبير شؤون المنزل. وتعنى المهن المتوفرة في مجال رعاية الطفل، بالنمو العاطفي والعقلي للأطفال. ويقدم العاملون الرعاية للأطفال في المنازل، والمؤسسات، ومراكز رعاية الأطفال. ويُعنى مجال تقديم الخدمات، بتعليم أفراد المجتمع بعض المهارات المتعلقة بتأسيس المنزل مثل اختيار الأجهزة المنزلية، وتخطيط وإعداد الوجبات المغذية، وتدبير الموارد المالية للأسرة.
ويختار العديد من الناس، خاصة النساء، تأسيس وإعداد المنازل مهنة لهم. ويبذل العاملون في هذا المجال جهودهم لإنشاء منازل صحية ومريحة لأسرهم. كما أنهم يمارسون، أثناء قيامهم بهذا العمل، العديد من المهارات التي يستخدمها العاملون الآخرون في مجال الاقتصاد المنزلي.
ويعمل بعض اختصاصيي الاقتصاد المنزلي في المكاتب، ويعمل آخرون في معامل الاختبار أو المختبرات. كما يعمل آخرون في المحلات التجارية أو المدارس، أو يقدمون خدماتهم في بيوت الناس، ستكون الشواغر المتوفرة فيما يتعلق بالعديد من أنواع الوظائف في هذه المجموعة، خاصة تدريس الاقتصاد المنزلي في المرحلة الثانوية، تنافسية إلى حد كبير. ولكن الفرص الوظيفية للعاملين في مجال تقديم العون للعجزة وكبار السن، ستكون مواتية.
التدريب القصير على رأس العمل مطلوب لمشغلي آلات الغسيل الجاف، والعديد من العاملين في مجال تقديم الخدمات الغذائية. كما يحتاج أيضًا بعض مساعدي دور الحضانة ورعاية الطفل إلى فترة تدريب قصيرة.
التدريب الطويل على رأس العمل. يتعلم بعض مشرفي الخدمات الغذائية ومساعدي الإدارة، وظائفهم عن طريق الخضوع لفترة تدريب طويلة. ويشمل العاملون الآخرون في هذا المستوى، مختبري الأجهزة الكهربائية، ومندوبي التسويق.
مستوى الاختصاص. يحتاج الفنيون الذين يعملون في مجال صناعة الأطعمة، والمنتجات المنزلية، والنسيج، إلى سنتين من التدريب المتخصص عادة. ويشمل العاملون الآخرون في هذا المستوى، معلمي الخياطة وبعض طباخي المؤسسات ومديري الشؤون المنزلية.
المستوى الجامعي. يحتاج العديد من العاملين في مجال الاقتصاد المنزلي إلى أربع سنوات أو أكثر من الدراسة في إحدى الكليات. ويشمل هذا النوع من العاملين، مديري تعليم المستهلكين، واختصاصيي تقديم الخدمات، ومصممي الأزياء، واختصاصيي التغذية، وكيميائيي صناعة النسيج.

### الضيافة والترفيه
يوفر العاملون في مجال الضيافة والترفيه، الخدمات التي تساعد الناس على الاستمتاع بأوقات فراغهم. وتشمل وظائف الضيافة، السياحة وأنواع السفر الأخرى لغرض المتعة. وتُعنى الوظائف المتوفرة في مجال الترفيه، بتخطيط، وتنظيم، وإدارة الأنشطة الترفيهية المختلفة، وتتضمن أيضًا توفير التسلية والمتعة للناس.
ويساعد العاملون في مكاتب ووكالات السفر والسياحة، الناس على التخطيط لإجازاتهم ورحلاتهم. وتوفر مكاتب السفر المعلومات المتعلقة بالمدن والبلاد والمناطق. بينما توفر وكالات السفر المعلومات المتعلقة بالمطاعم، والمواصلات، والفنادق، ووسائل التسلية والترويح والراحة الأخرى، ومتطلبات وقواعد تنظيم السفر. كما تقوم أيضًا بعمل حجوزات الرحلات الجوية والفنادق وترتيبات السفر الأخرى.
ويحاول المختصون في إدارة الرحلات، مثل مديري الرحلات والمرشدين السياحيين توفير الراحة للسياح أثناء سفرهم. كما يساعدون أيضًا السياح في التعرف على المناطق والمعالم الجذابة التي يزورونها.
وتتضمن المهن المتوفرة في مجال الترفيه العام والصناعي والخاص، ضروب الرياضة والتسلية والترويح. ويشمل العاملون في هذا المجال، معلمي الرياضة، والرياضيين المحترفين، ومديري الترفيه، والعاملون في السيرك والكرنفالات، وبعض المؤدين المسرحيين. ويقدم العديد من العاملين في مجال الترفيه، خدمات تساعد الناس على الاستمتاع بالموارد الطبيعية. ويقوم بعض هؤلاء العاملين بإدارة وصيانة مناطق الاستجمام والترفيه مثل الشواطئ، والغابات، ومتنزهات الحياة الفطرية. ويشمل العاملون الآخرون، عمال الإنقاذ، وحراس حدائق الحيوانات، ومرشدي صيد الحيوانات وصيد الأسماك. ويدرج أيضًا الناس الذين يقومون بتخطيط، وتطوير، أو بيع مناطق ومعدات الاستجمام والترفيه، ضمن هذه المجموعة.
تتضمن معظم مهن الضيافة والترفيه، التعامل مع الناس وتحتاج بعض المهن إلى قدرات جسدية خاصة. وتتفاوت المتطلبات التعليمية اللازمة للمهن المختلفة داخل هذه المجموعة. ولكن على أية حال، أصبح الحصول على درجة علمية في الترفيه، من إحدى الكليات، أمرًا على درجة متزايدة من الأهمية للناس الذين يعملون في مجال الاستجمام والترفيه. تعتمد فرص التوظيف للعاملين في مجال الضيافة والترفيه، على الظروف الاقتصادية.
التدريب القصير على رأس العمل. يحتاج مشرفو مجازات لعبة البولينج، وملاعب الجولف، وميادين التنس، وحلبات التزلج، ومراكز الترفيه المماثلة الأخرى، إلى القليل جدًا من التدريب. كما يحتاج أيضًا المضيفون والمضيفات على ظهر السفن، ومشغلو مصاعد التزلج، وكتبة وكالات السفر، والمرشدون الذين يدلون النظارة إلى مقاعدهم في المسرح، إلى فترات تدريب قصيرة لأداء وظائفهم.
التدريب الطويل على رأس العمل. يتعلم العديد من العاملين في مجال الضيافة والترفيه واجباتهم، من خلال التدريب المطول على رأس العمل أو الدراسة في المدارس المهنية. ويشمل هؤلاء العاملون، موظفي بطاقات السفر (التذاكر) في القطارات، ومديري الرحلات، ووكلاء السفر. ويحتاج أيضًا معظم مدربي الحيوانات، ومرشدي صيد الحيوانات والأسماك، وعمال الإنقاذ، وحراس حدائق الحيوانات، إلى دورات خاصة أو تدريب مطول على رأس العمل. بالإضافة إلى ذلك، يتعلم العديد من العاملين المحترفين في مجال الترفيه، مثل لاعبي السيرك، ومحركي الدمي، والمتكلمين من بطونهم، مهاراتهم من المؤدين ذوي الخبرة في مجالهم.
مستوى الاختصاص. يحتاج مديرو الترفيه، والمرشدون السياحيون، والعديد من الرياضيين المحترفين إلى حوالي سنتين من التدريب المتخصص بعد المرحلة الثانوية. كما يحصل العديد من مستشاري المعسكرات، ومديري ملاعب الجولف، ومديري المسارح، على مثل هذا التدريب.
المستوى الجامعي. يكون العديد من المدراء والعاملين الآخرين في مجال الضيافة والترفيه من الحاصلين على شهادة من إحدى الكليات. ويشمل هؤلاء العاملون، عددًا كبيرًا من المختصين في الدعاية والإعلان، والمديرين والمدربين الرياضيين، ومديري المراكز الترفيهية، وكُتاب أدب الرحلات. بالإضافة إلى ذلك، يلتحق العديد من الرياضيين المحترفين بالكليات ويلعبون في فرقها قبل دخولهم إلى عالم الاحتراف الرياضي.

### الصناعة
تشمل كل المهن التي تُعنى بصناعة المنتجات سواء بوساطة اليد أو الآلة. وتتراوح هذه المنتجات من الأغراض البلاستيكية البسيطة مثل سلال الملابس أو أعواد تنظيف الأسنان، إلى الحواسيب الإلكترونية البالغة التعقيد. وتتفاوت أيضًا السلع المصنعة في الحجم من الأجزاء الإلكترونية الدقيقة إلى حاملات الطائرات الضخمة والناقلات العملاقة.
ويقوم ثلثا العاملين في مجال الصناعة تقريبًا، بالتصنيع الفعلي للمنتجات. ويشمل هؤلاء العاملون، الحرفيين، والعمال المهرة وشبه المهرة، والعمال غير الماهرين. ويتميز الحرفيون بالمهارة العالية في مهن مثل تصميم الأدوات، وصنع وقولبة الأدوات، والخياطة. ويشرف العديد من الحرفيين على العاملين الآخرين. ويقوم العمال المهرة، الذين يشملون عمال النقش، والميكانيكيين، وعمال الطباعة وعمال اللحام، باستخدام مهارات خاصة لصناعة الأشياء أو تشغيل الآلات. ويشمل العاملون شبه المهرة، مشغلي الآلات ومساعدي العمال المهرة. وتتطلب العديد من المهن التي يشغلها العمال شبه المهرة، من العاملين تكرار المهمة نفسها مرات ومرات. ويؤدي العمال غير المهرة وظائف لا تتطلب أي مهارات خاصة مثل فرز أو حزم أو نقل المواد.
يعمل العديد من العلماء، والمهندسين والفنيين أيضًا في مجال الصناعة. ويجري العلماء الاختبارات المعملية والبحوث الأخرى اللازمة لتطوير منتجات جديدة وتحسين المنتجات القديمة. ويقوم المهندسون بتصميم واختبار الطائرات والسيارات والأجهزة المنزلية، وأجزاء الآلات والعديد من المنتجات الأخرى التي لا يمكن حصرها. كما يقومون أيضًا بتصميم معدات الإنتاج وأساليب التصنيع المتطورة. ويساعد بعض الفنيين، العلماء والمهندسين. ويضع آخرون الخطط أو يشرفون على الأنشطة الإنتاجية مثل حزم وتخزين المنتجات. وتشمل مجموعة الصناعة أيضًا، العاملين في مجال الإدارة، الذين يقومون بتطوير وتطبيق سياسات الشركة، وتخطيط وإدارة الأنشطة الإنتاجية، وشراء المعدات والمواد، أو العمل في مجال العلاقات العمالية أو العلاقات العامة.
يشتغل معظم العاملين في الصناعة في المصانع أو الورش. وتتضمن ظروف العمل العامة، مستوى مرتفعًا من الغبار والحرارة والضجيج. وتتطلب بعض وظائف المصانع توفر قوة جسدية كبيرة أو الوقوف لفترات طويلة. وتتفاوت احتمالات التوظيف في مجال الصناعة وفقًا لنوع المهنة والصناعة. ولكن من المتوقع أن تكون الزيادة الكلية في الوظائف الصناعية بطيئة. ويعزى ذلك جزئيًا إلى الاستخدام المتزايد للحواسيب وأشكال المكننة الأخرى في مجال الصناعة. وقد يحظى العاملون الذين يقومون بتطوير وتحسين وصيانة المعدات الصناعية، بفرص وظيفية أكثر من غيرهم من العاملين في هذه المجموعة.
التدريب القصير على رأس العمل. يحتاج معظم العمال غير المهرة وشبه المهرة إلى فترة تدريب قصيرة. ويشمل العاملون في هذا المستوى، عمال تعليب الأطعمة، وعمال المسابك والطواحين، وعمال الحزم والربط، ومشغلي الآلات.
التدريب الطويل على رأس العمل. يتعلم معظم العمال المهرة والحرفيين في مجال الصناعة، مهنهم من خلال الخضوع لفترات طويلة من التدريب على رأس العمل. ويشمل هؤلاء العاملون، الميكانيكيين، وصانعي قوالب السبك، والخياطين، ومصممي الأدوات، وعمال تصنيع وتشكيل الأدوات. ويشمل العاملون الصناعيون الآخرون في هذا المستوى، عمال صب القوالب، ومشغلي المكابس الثقيلة، وصانعي الأجهزة وعمال اللحام.
مستوى الاختصاص. يستخدم الصناعيون، العديد من خريجي المعاهد الفنية. ويشمل هؤلاء العاملون، فنيي الهندسة والعلوم، وفنيي الإلكترونيات، وفنيي الجودة ومبرمجي الشؤون الهندسية. ويتعلم بعض العمال المهرة أيضًا مهنهم بالدراسة في المعاهد الفنية أو المدارس المهنية.
المستوى الجامعي. يحتاج الكيميائيون والفيزيائيون وغيرهم من العلماء الذين يجري استخدامهم في مجال الصناعة إلى أربع سنوات أو أكثر من الدراسة في إحدى الكليات. كمايجب أيضًا على المهندسين أن يكونوا من الحاصلين على درجة علمية من إحدى الكليات. بالإضافة إلى ذلك، يكون العديد من العاملين في مجال الإدارة، من الذين تدربوا بالكلية.

### علوم البحار
تُعنى المهن المتوفرة في مجال علوم البحار، بالمحيطات، والبحيرات والأنهار. تغطي هذه المسطحات المائية أكثر من ثلثي سطح الأرض، وتؤثر على الطقس وتزود الناس بطرق للمواصلات ومناطق للترفيه. بالإضافة إلى ذلك، يعتقد العديد من الخبراء، أن المحيطات يمكن تطويرها بحيث تساعد في إشباع الحاجات المتنامية للعالم من الغذاء والطاقة والمعادن.
يقوم العاملون في مجال الاستكشاف البحري، باستكشاف، ومسح، وتحليل المحيطات والممرات المائية الأخرى. ويدرس بعض علماء المحيطات، التيارات، وحركات المد والجزر، والأمواج، وكيف تؤثر المحيطات على أنماط الطقس. ويدرس آخرون قاع المحيط أو المواد الكيميائية الموجودة في مياه البحر. ويدرس علماء الأحياء البحرية، الأسماك والكائنات البحرية الأخرى. ويبحث بعضهم عن طرق لزيادة إنتاج الأغذية من المحيطات. ويدرس بعض علماء الأحياء البحرية الآخرين تأثيرات التلوث على الحياة المائية. ويقوم المعماريون والمهندسون وخبراء التقنية البحريون، بتصميم وبناء السفن التي تبحر فوق سطح الماء أو تحتها. كما يصممون أيضًا أجهزة القياس وغيرها من المعدات المستخدمة في الاستكشاف البحري، والبحث، والنشاطات الأخرى.
ويعمل العديد من الاختصاصيين في استخراج المواد الكيميائية والمعادن، حيث يقوموا بالبحث عن المواد الكيميائية والمعادن من مياه البحر وقاع المحيط واستخراجها. ويقوم الاختصاصيون في الحفر بعيدًا عن الشاطئ، بالاستكشاف والحفر بحثًا عن البترول والغاز الطبيعي الذي يوجد تحت قاع المحيط.
ويقوم العاملون في مجال صيد الأسماك للأغراض التجارية، باصطياد الأسماك والحيوانات البحرية الأخرى، أو يقومون بمعالجة الحيوانات صناعيًا وتجهيزها للسوق. كما يقوم بعضهم أيضًا باصطحاب الزبائن في رحلات صيد ترفيهية. ويعمل آخرون في مجال الاستنبات المائي - أي تربية الأسماك والكائنات البحرية الأخرى في المزارع السمكية، أو المفاقس، أو البيئات المحكومة المماثلة. ويقوم العديد من العاملين في مجال علوم البحار، بتشغيل، وصيانة، وإصلاح المراكب والسفن الأخرى. ويدعم آخرون الدراسات البحرية عن طريق إجراء التجارب المخبرية أو باستخدام الحواسيب لتحليل المعلومات التي جمعها العلماء.
تتطلب معظم المهن المتوفرة في مجال علوم البحار، من العاملين العيش بالقرب من أحد المحيطات أو المسطحات المائية. ويتم أداء معظم العمل في هذا المجال، خارج الجدران على امتداد الشاطئ، أو على ظهر سفينة أو تحت الماء. وفي كثير من دول العالم، تمول معظم البحوث العلمية البحرية بوساطة الحكومة. ونتيجة لذلك، فإن التوظيف في مجال علم المحيطات والمهن المرتبطة به، يعتمد على مستوى الانفاق الحكومي في هذا المجال.
التدريب القصير على رأس العمل. يوفر صيد الأسماك التجاري والاستنبات المائي، العديد من المهن التي تحتاج فقط إلى فترة تدريب قصيرة. ويشمل العاملون في هذا النوع من المهن، عمال تنظيف الأسماك، ومساعدي المفاقس، وقاطعي الأعشاب البحرية، وعمال تقشير المحار، وجامعي الإسفنج، وعمال رصيف الميناء.
التدريب الطويل على رأس العمل. مطلوب للغواصين، ومشرفي أحواض السفن، ومزارعي الأسماك، ومدربي صيد الأسماك، وصانعي الشباك أو الشراك، وصيادي الأسماك بغرض بيعها في السوق. كما أن التدريب المطول على رأس العمل أمر مألوف بالنسبة لمن يقومون بتشغيل وإصلاح مراكب التقاط المحار الملزمي، والرافعات، والزوارق البخارية، وغيرها من الآليات البحرية الأخرى.
مستوى الاختصاص. تحتاج العديد من المهن البحرية إلى برنامج تدريب مدته سنتان. وتشمل مثل هذه الوظائف، فنيي الأبحاث، وعمال المختبر، والرسامين البحريين، والمساحين.
المستوى الجامعي. يحتاج علماء الأحياء البحرية، وعلماء الجراثيم في مؤسسات صيد الأسماك، والجيولوجيون، والجيوفيزيائيون، وغيرهم من العلماء، إلى دراسة مدتها 4 سنوات أو أكثر في إحدى الكليات. كما يحتاج المعماريون والمهندسون البحريون أيضًا إلى الدراسة في إحدى الكليات.

### التسويق والتوزيع
تُعنى المهن المتوفرة في مجال التسويق والتوزيع، بحركة انتقال السلع من المزارعين، والمصنعين، وغيرهم من المنتجين، إلى المستهلكين. ويبيع بعض المنتجين سلعهم مباشرة للمستهلكين، بينما يسوق آخرون منتجاتهم عن طريق تجار الجملة وتجار التجزئة. ويشتري تجار البيع بالجملة كميات كبيرة من المواد، ثم يقومون ببيع كميات أقل من هذه المواد لأصحاب المحلات التجارية وغيرهم من العاملين في مجال البيع بالتجزئة. ويبيع تجار التجزئة المواد بالقطعة للمستهلكين.
هناك أنواع عديدة من العاملين الذين يشتغلون في مجال التسويق والتوزيع، حيث يقوم مديرو التسويق بتخطيط، وتنظيم، وإدارة الأنشطة التسويقية. ويقوم الباحثون والمحللون في مجال التسويق، بجمع وتحليل المعلومات المتعلقة بالسوق توقع المبيعات. ويستخدم المصنعون وتجار الجملة وتجار التجزئة، مشترين أو وكلاء مشتروات، لشراء المواد أو المعدات من المنتجين أو تجار البيع بالجملة. ويحاول العاملون في مجال ترويج المبيعات ومجال التدريب، زيادة الطلب على المنتج أو الخدمة التي يسوقونها بغرض زيادة المبيعات. ويُعنى هؤلاء العاملون بالإعلان عن السلع وعرضها وإظهار محاسنها، وخدمة العملاء، وتدريب العاملين في مجال المبيعات.
إن العديد من العاملين في مجال البيع بالجملة والبيع بالتجزئة هم من رجال المبيعات. ويزور الكثير منهم الزبائن المحتملين ويحاولون حثهم على شراء منتجاتهم. ويعمل آخرون في متاجر البيع بالتجزئة. ويقوم العاملون في مجال التوزيع بتداول وتخزين وترحيل السلع فيما بين المنتجين والمستهلكين. ويوفر آخرون من العاملين في هذه المجموعة، العديد من الخدمات التجارية مثل الاعتمادات، والتمويل، والتأمين. كما يقوموا أيضًا بحفظ السجلات وأداء المهام الكتابية.
يعمل معظم الموظفين في مجال الإدارة، وأبحاث السوق، وترويج المبيعات، والخدمات التجارية، في المكاتب. ويعمل موظفو التوزيع، بصورة رئيسية، في المستودعات أو قيادة شاحنات التوزيع. ويقوم بعض رجال المبيعات بالبيع في المحلات التجارية أو المتاجر الصغيرة. ويبيع آخرون عن طريق التوزيع المباشر للمنازل، أو يسافرون لمسافات طويلة لتغطية إحدى مناطق المبيعات الإقليمية. وتبدو احتمالات توفر الوظائف في هذه المجموعة جيدة.
التدريب القصير على رأس العمل. يحتاج معظم رجال المبيعات الذين يعملون في متاجر البيع بالتجزئة فقط إلى فترة تدريب قصيرة لأداء وظائفهم. كما يحتاج أيضًا كل من أمناء الصندوق، وسائقي التوزيع، وكتبة الشحن ومشرفي آلات البيع الذاتي، إلى تدريب محدود.
التدريب الطويل على رأس العمل. يتعلم الدلالون، وعارضو المنتجات، والمفتشون، والمشرفون على الطلبات البريدية، وظائفهم عن طريق الخضوع لفترة مطولة من التدريب على رأس العمل. ويشمل العاملون الآخرون الذين يحتاجون إلى تدريب مطول على رأس العمل، مشرفي البيع بالتجزئة، ومجدولي البيانات الإحصائية، ومشرفي التحكم في المخزون، ومديري المستودعات.
مستوى الاختصاص. يجد بعض خريجي كليات السنتين والمعاهد الفنية، فرصًا للعمل في وظائف مساعدي إعلانات، أو مساعدي أبحاث تسويق، أو مساعدي مشتروات، أو مزخرفي واجهات زجاجية. ويصبح آخرون فنانين تجاريين أو يعملون في مجال إجراء مسوحات السوق.
المستوى الجامعي. يحتاج الأشخاص الذين يقومون ببيع الطائرات والحواسيب وغيرها من المنتجات المعقدة، إلى تدريب في مستوى الكلية، لكي يتمكنوا من فهم منتجاتهم بصورة دقيقة. كما أن الحصول على تدريب في مستوى الكلية، مطلوب أيضًا لبعض العاملين الآخرين مثل مستشاري التجارة الخارجية، ومحللي أبحاث السوق، وكُتّاب التقارير الإحصائية، وبعض مديري الترويج والمبيعات.

### الخدمات الشخصية
يؤدي العاملون في هذه المجموعة، بعض المهام الشخصية للناس. ويقدم بعض العاملين مثل الحلاقين وخبراء التجميل خدمات التجميل والتنظيف وغيرها من الخدمات ذات الصلة. وتشمل هذه الخدمات قص وتصفيف الشعر ومعالجة الوجه وفروة الرأس. ويساعد آخرون في العناية بملابس الشخص، ومنزله، وحيواناته المدللة، وممتلكاته الأخرى. ويُعنى آخرون بتوفير احتياجات الضيوف في الفنادق والمطاعم وغيرها من المؤسسات.
وتشتمل العديد من الخدمات الشخصية على مهام يمكن لمعظم الناس أن يؤدوها بأنفسهم. ولكن على أية حال، يعتمد بعض الناس على أشخاص آخرين للقيام بهذه المهام، لأن المهمة قد تكون صعبة أو تحتاج إلى وقت طويل لإنجازها. كما أن بعض مهام الخدمات الشخصية تتطلب مهارات خاصة لا تتوفر لدى العديد من الناس.
يساعد العاملون في مجال الخدمات المنزلية على العناية بمنزل المخدم، وأفراد أسرته، وضيوفه. ويشمل العمال المنزليون، عمال النظافة، والبساتين، ومديرات المنازل، والطباخين الخصوصيين. ويقوم عمال الغسيل الجاف والغسيل العادي، بتنظيف وإصلاح الملابس وبعض المفروشات المنزلية مثل السجاد والستائر. ويقوم العاملون في مجال خدمات الحيوانات المنزلية المدللة، بتنظيف، وتمرين، وتدريب، وبيع الحيوانات المدللة.
ويتخصص بعض العاملين في مجال الخدمات الشخصية في علم دفن الموتى. ويقومون بنقل جثث الموتى، وفي الدول غير المسلمة ربما يقومون بتحنيطها أو حرقها. كما يقومون أيضًا بتخطيط وتنظيم الجنازات وخدمات الدفن.
وعندما يكون الناس خارج منازلهم، تساعد أنواع عديدة من العاملين في مجال الخدمات الصحية، على توفير الراحة لهم. ويشمل هؤلاء، الموظفين الذين يوفرون ويعتنون بأماكن الإقامة في الفنادق والموتيلات والمؤسسات المماثلة. ويقوم عمال آخرون بإعداد أو تقديم الطعام والمشروبات في المطاعم وصالات الكوكتيل. بالإضافة إلى ذلك، يرحب مشرفو رحلات الطيران، وخدم الفنادق ومضيفو ومضيفات المطاعم، بالركاب أو الضيوف ويقدموا لهم بعض الخدمات المفيدة.
يعمل بعض موظفي الخدمات الشخصية في المنازل، بينما يتوفر للعديد غيرهم وظائف في مكاتب الشركات. ويتضمن معظم العمل النشاط البدني.
التدريب القصير على رأس العمل. يحتاج معظم خدم الفنادق، وجليسات الأطفال، ومشرفي المعسكرات، ومعاوني المطابخ، وعمال المغاسل، إلى فترة تدريب قصيرة. ويشمل العاملون الآخرون في هذا المستوى، بعض مديرات المنازل، والبوابين، وعمال خدمة الغرف، والندل والنادلات.
التدريب الطويل على رأس العمل. يتعلم العديد من العاملين في مجال الخدمات الشخصية، مهاراتهم من العاملين ذوي الخبرة أو من خلال التدريب لفترة طويلة. ويشمل هؤلاء العمال، الطباخين، وعمال تقديم المشروبات في الحانات، وعمال العناية بالكلاب، ومشرفي المطابخ، وعمال إصلاح الأحذية، ومراقبي الإسطبلات، وبعض الخياطين.
مستوى الاختصاص. تقدم بعض المعاهد الفنية في الغرب دورات دراسية في علم دفن الموتى. ويصبح خريجو هذه الدورات، محنطين ومشرفي جنازات. ويتدرب أيضًا العديد من الحلاقين، ورؤساء الطباخين، وخبراء التجميل وغيرهم من العاملين في مجال الخدمات الشخصية، في المدارس المهنية.
المستوى الجامعي. يصبح بعض خريجي الكليات، مشرفي رحلات جوية، أو مدراء فنادق. ويصبح آخرون متطوعين في بعض البرامج الإنسانية وغيرها.

### الخدمة العامة
أصبح المجتمع معقدًا بصورة متزايدة. ونتيجة لذلك، اعتمد الناس على العاملين في مجال الخدمة العامة للمساعدة في إشباع حاجاتهم، وتحسين نوعية الحياة في المجتمع.
يقوم العديد من العاملين في مجال الخدمات التشريعية والإدارية، بتطوير القوانين وإدارة الأنشطة الحكومية. ويضع بعض العاملين الآخرين في نفس المجال، معايير الترخيص للمهن المختلفة، ويحافظون عليها. كما يقومون أيضًا بالمحافظة على السجلات العامة، وإدارة قوانين الهجرة، وتنظيم المؤسسات المالية. ويقوم الاختصاصيون في شؤون العمل، بتنظيم معايير العمل، وتوفير المعلومات المتعلقة بالتوظيف، وإدارة برامج التأمين ضد البطالة. ويُعنى موظفو الخدمة البريدية بجمع وفرز وتوزيع البريد.
يهتم بعض العاملين في مجال الخدمة العامة بصحة المواطنين الجسدية وسلامتهم. ويحاول الاختصاصيون في مجال الصحة العامة، التقليل من المخاطر الصحية في المجتمع. ويطبق العاملون في مجال الخدمات الوقائية، القوانين الرامية لحماية المواطنين وممتلكاتهم. ويشمل هؤلاء العاملون، ضباط الشرطة، ومكافحي حرائق المدن، وأفراد القوات المسلحة، والعاملين في الدفاع المدني. ويشغل بعض موظفي المرافق العامة أنظمة المياه والصحة العامة. ويوفر آخرون الكهرباء والغاز للمستهلكين. ويقوم خبراء التطوير الحضري، بتخطيط المساكن، والمتنزهات والتحسينات المدينية الأخرى.
يجري استخدام العدد الأكبر من العاملين في الخدمة العامة في مجال التعليم. ينقل المعلمون القيم الثقافية ويدرسون العديد من المهارات لطلاب من كل الأعمار. ويساعد العاملون في مجال الخدمات الاجتماعية وإعادة التأهيل وإصلاح المنحرفين، الأفراد والأسر على حل مشاكلهم. ويقدم العديد من هؤلاء العاملين المشورة للناس الموجودين في السجون والمؤسسات الإصلاحية الأخرى.
وتوفر مهن الخدمة العامة مجموعة منوعة من بيئات وظروف العمل. على سبيل المثال، يعمل بعض موظفي البريد داخل المكاتب، بينما يعمل آخرون خارج الجدران، تحت مختلف أنواع الطقس لتوزيع البريد. ويعمل رجال الإطفاء وضباط الشرطة والعاملون الآخرون في مجال الخدمات الوقائية، في أحيان كثيرة، في ظروف محفوفة بالمخاطر.
التدريب القصير على رأس العمل. مطلوب لمساعدي المعلمين، وكتبة حفظ الملفات، وسعاة البريد. ويشمل العاملون الأخرون في مجال الخدمة العامة في هذا المستوى، حراس الأمن ومساعدي الخدمة الاجتماعية.
التدريب الطويل على رأس العمل. يتعلم العديد من العاملين في مجال الخدمة العامة وظائفهم، من خلال برامج التدريب المطولة. ويشمل هؤلاء العاملون، مكافحي حرائق المدن، وأفراد القوات المسلحة وضباط الشرطة.
مستوى الاختصاص. تستخدم الخدمات العامة، خريجي برامج السنتين التدريبية في وظائف فنيين ومساعدين، في العديد من المجالات. ويشمل العاملون في مثل هذه الوظائف، مساعدي تخطيط المدن، وفنيي رعاية الأطفال بالمؤسسات، ومفتشي الصحة العامة.
المستوى الجامعي. يحتاج القضاة، وأمناء المكتبات، والعمال الاجتماعيون، والمعلمون ومخططو المناطق الحضرية، إلى الدراسة لمدة أربع سنوات أو أكثر في إحدى الكليات. كما يحصل أيضًا مدراء المدن، وضباط القوات المسلحة والعديد من الموظفين للختارين، على تدريب في إحدى الكليات لمساعدتهم في أداء وظائفهم.

### النقل والمواصلات
تحتاج المجتمعات الصناعية إلى وسائل سريعة وآمنة لنقل الناس والبضائع من مكان إلى آخر. وبإمكان الركاب والبضائع الانتقال عن طريق الجو، والطرق السريعة، والسكك الحديدية، ووسائل النقل المائية. بالإضافة إلى ذلك، يمكن نقل بعض المواد مثل الغاز الطبيعي والبترول عن طريق سلسلة من الأنابيب تسمى خط الأنابيب. وتتضمن المهن العامة المتوفرة في مجال النقل والمواصلات، تصميم، وتشغيل، وصيانة العربات، والقيام بعمليات شحن البضائع أو الأمتعة، وإجراء الفحوصات المتعلقة بالسلامة. وتوفر وظائف أخرى خدمات الركاب.
يعنى الاختصاصيون في مجال النقل الجوي بحركة انتقال الناس والبضائع عن طريق الطائرات أو المركبات الهوائية الأخرى. ويقوم قائد الطائرة وأفراد الطاقم بتشغيل الطائرة أثناء طيرانها. ويوجه العاملون في مجال الإسناد الأرضي، حركة المرور الجوية، ويتولون أمر العمليات الأخرى في المطارات. ويطور الاختصاصيون في مجال الفضاء، المركبات الفضائية، ويضعوا الخطط المتعلقة باستكشاف الفضاء. ويتضمن النقل على الطرق السريعة، السفر بالسيارات، والحافلات، وسيارات الأجرة، والشاحنات. ويقطع بعض سائقي الحافلات والشاحنات، مسافات طويلة في الرحلة الواحدة. ويقوم آخرون بالعديد من الرحلات القصيرة في كل يوم. ويخطر العاملون الذين يطلق عليهم اسم وكلاء النقل، سائقي الشاحنات وسيارات الأجرة، بمكان تحميل وإنزال البضائع أو الركاب.
وتنقل السكك الحديدية البضائع والركاب بوساطة القطارات، وعربات الترام، والسكك الحديدية الهوائية، وسكك حديد الأنفاق. ويشمل العاملون في مجال النقل بالسكك الحديدية، موظفي إصدار بطاقات السفر (التذاكر)، ومراقبي مفاتيح التحويل، وعمال صيانة وإصلاح القضبان، ومدراء ساحات خطوط التحويل والمناورة. وتتضمن وسائل النقل المائية، الصنادل، وسفن الشحن، وسفن الركاب، والزوارق النهرية والناقلات، وتشكيلة واسعة من السفن الأخرى. وتجوب السفن التجارية جميع أنحاء العالم حاملة البضائع. ويقود خبراء يعرفون باسم القباطنة، السفن عبر الموانئ والممرات المائية الصعبة.
يقوم بعض العاملين في مجال النقل بصيانة وإصلاح خطوط الأنابيب. ويشغل آخرون المضخات التي تدفع المواد عبر هذه الخطوط، أو يساعدون في تفريغ المواد من خط الأنابيب لحفظها في صهاريج التخزين.
وتسمح بعض المؤسسات العاملة في مجال النقل، مثل شركات الخطوط الجوية، لموظفيها بالسفر مجانًا أو بأجور مخفضة. بالإضافة إلى ذلك، يسافر العديد من العاملين في مجال النقل كجزء من طبيعة عملهم. ولكن على أية حال قد يضطر العاملون الذين يكلفون بالسفر في رحلات بعيدة المدى، إلى البعد عن منازلهم لفترات طويلة. وبصورة عامة يتوقع أن تزداد فرص التوظيف في قطاع النقل والمواصلات.
التدريب القصير على رأس العمل. يحتاج عمال تحميل وتنزيل الأمتعة، وسائقو الحافلات وسيارات الأجرة، ووكلاء الشحن، ومشرفي مواقف السيارت، إلى فترة تدريب قصيرة لكي يتعلموا وظائفهم. ويشمل العاملون الآخرون في هذا المستوى، مراقبي مفاتيح تحويل السكك الحديدية، وعمال تحميل السفن، ووكلاء تنظيم رحلات سيارات الأجرة.
التدريب الطويل على رأس العمل. تحتاج العديد من وظائف قطاع النقل والمواصلات، إلى فترة تدريب طويلة على رأس العمل أو فترة تلمذة صناعية. ويشمل العاملون في هذه الوظائف، مراقبي الحركة الجوية، ومشغلي خط أنابيب الفحم الحجري، وميكانيكيي الآليات التي تعمل بالديزل، ووكلاء خدمات الركاب، وميكانيكيي السيارات، وموظفي إصدار بطاقات السفر بالقطارات.
المستوى الجامعي. يحتاج مهندسو الفضاء، ومشرفو المطارات، ومهندسو السلامة، ومدراء المبيعات، إلى التدريب في إحدى الكليات. كما يحتاج أيضًا العديد من ضباط السفن إلى الحصول على درجة علمية من إحدى الكليات.